# Piano sub-montano

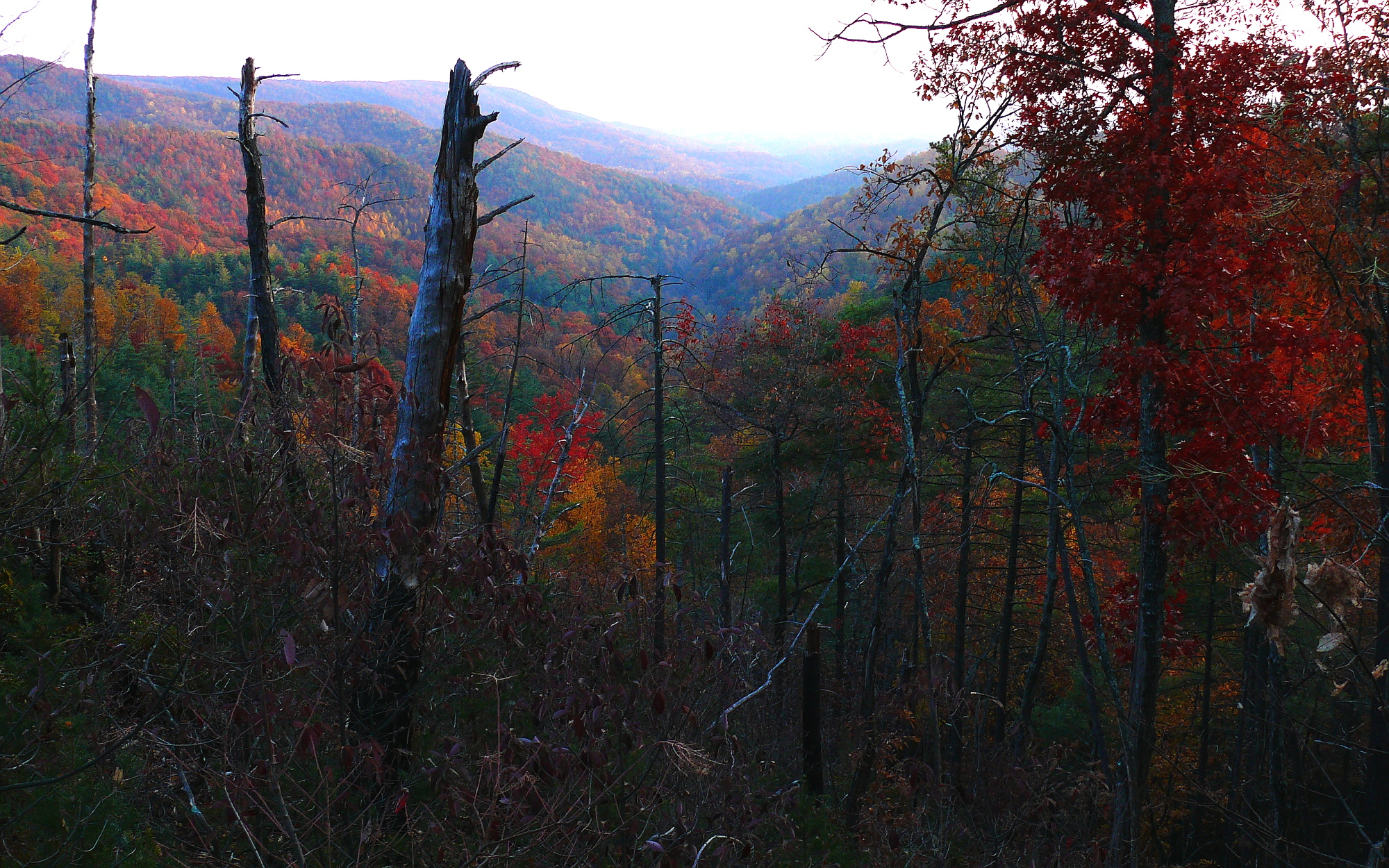
Il piano submontano
Boschi di querce e castagni

Il piano sub-montano è il piano altitudinale che si trova al di sopra del piano basale e al di sotto del piano montano, e dunque tra i 400-600 e gli 800–1200 m s.l.m.

Corrisponde alla fascia dei primi rilievi che ancora non presentano una chiara morfologia montana o alpina, sebbene la lascino intuire. Si tratta di rilievi collinari pedemontani, quasi mai innevati, almeno sino ai 1000 m circa, o comunque, nelle parti più alte, coperti da poca neve in modo discontinuo  e mai stabile. I loro versanti e i loro altopiani mostrano una vegetazione arborea ricca di numerosissime specie, folta e assai variegata, là dove la progressiva diffusione del Sistema insediativo umano ha conservato i manti boschivi  su superfici sufficientemente vaste, o anche in più modesti ma rappresentativi aggruppamenti, alternandoli alle terre coltivate o antropizzate in senso lato.  Più si scende di quota, infatti, e meno acclivi si fanno i pendii sino alle pianure di fondovalle, tanto più l'espansione antropica ha occupato i terreni, sacrificando ciò che, in un tempo ormai lontano, era una  ininterrotta distesa di foreste.
Il piano sub-montano, assai più di quello montano, non può essere  oggetto di  osservazioni e di considerazioni solo strettamente botaniche, poiché la vegetazione che lo caratterizza è stata alterata e spesso è divenuta solo potenziale, molte specie alloctone o esotiche sono state introdotte e sono nati nuovi bio-sistemi, tra cui gli agrosistemi. Tutto ciò ha mutato spesso radicalmente gli equilibri originari, nei loro aspetti floristici, vegetazionali ed ecologici, nonché la stessa struttura dei paesaggi e degli ecosistemi.

## Orizzonti del piano sub-montano

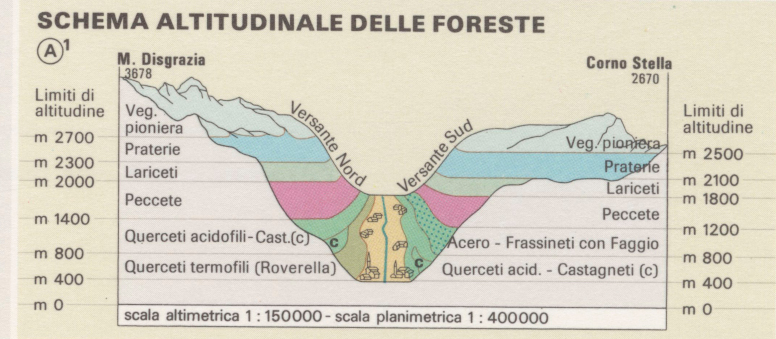
Schema altitudinale delle foreste

Il piano sub-montano è delimitato da due "orizzonti": quello superiore, a quota 800–1200 m, che coincide con l'orizzonte inferiore del sovrastante piano montano, prende il nome di "orizzonte montano", mentre quello inferiore, ad una quota compresa fra i 400 e i 600 m, lo separa dal piano basale ed è detto "orizzonte sub-montano.

Il sottostante piano basale non è sempre compreso nella sequenza dei piani altitudinali alpini, e pertanto il piano sub-montano è spesso considerato il primo (cioè il più basso) dei piani altitudinali.
Nella parte superiore (dai 700 ai 1200 m di quota) il manto boschivo è costituito da latifoglie mesofile o tutt'al più meso-termofile: (querceti, castagneti), con presenze, nelle zone più fresche, di conifere (Abete rosso, Pino silvestre). La zona più bassa (dai 400 ai 700 m), accoglie invece latifoglie più schiettamente termofile ed eliofile come la Roverella (Quercus pubescens). Non di rado, su terreni asciutti e soleggiati, si rinvengono anche querceti xero-termofili ed altre specie arboree tipiche del piano basale.

In base a queste differenze il piano sub-montano può essere a sua volta suddiviso in piano sub-montano superiore e  piano sub-montano inferiore, separati da un orizzonte intermedio, detto "orizzonte delle latifoglie termofile" posto all'incirca attorno ai 700 m, ma con molte e notevoli variazioni di quota dettate dall'esposizione, dalla morfologia e dai microclimi locali.
Il piano sub-montano superiore è dunque collocato tra l'orizzonte montano e l'orizzonte  delle latifoglie termofile, mentre il piano sub-montano inferiore si trova fra l'orizzonte delle latifoglie termofile e l'orizzonte sub-montano.

In sintesi:
- 800–1200 m Orizzonte montano
  - Piano sub-montano superiore. Querce mesofile, faggi, castagni, presenza di conifere
- 600–800 m Orizzonte delle latifoglie termofile
  - Piano sub-montano inferiore. Querce e altre latifoglie termofile ed eliofile, con presenze di xero-termofile
- 400–600 m Orizzonte sub-montano

La varietà delle condizioni climatico-ambientali e la plasticità di molte specie, in particolare del genere Quercus, rendono scarsamente significativa la coincidenza fra orizzonti e limiti vegetazionali, a differenza di quanto avviene nei piani altitudinali di quota più elevata. Appare comunque legittimo definire l'orizzonte montano (800–1200 m) come il limite superiore dei querceti mesofili e dei castagneti, l'orizzonte delle latifoglie termofile (600–800 m) come il limite superiore dei querceti meso-termofili e termofili (e sovente il limite inferiore dei castagneti) e infine l'orizzonte sub-montano (400–600 m) come il limite superiore delle latifoglie termofile e xeriche, nonché delle sclerofille, che appartengono al sottostante piano basale.

## Clima
Il clima del piano sub-montano inferiore, relativo al piano basale prealpino, è continentale-temperato, con estati calde e quasi secche e inverni rigidi e umidi. Salendo invece verso il piano montano le temperature medie, sia minime che massime, diminuiscono di 5 - 7º, ma l'influenza di numerosi elementi morfologici e climatici  può esaltare o inibire tale diminuzione. Il clima del piano sub-montano è soggetto a variazioni lente, prevedibili e poco accentuate, appartenendo così più ai climi planiziari continentali che a quelli montani.

Nel piano sub-montano inferiore le temperature massime invernali sono prevalentemente poco al di sotto degli 0º, con variazioni da +5 a -5 °C. La neve compare raramente e resta un fenomeno episodico e breve. Al contrario, nella fascia superiore la presenza della neve coincide con la stagione invernale meteorologica e la massima temperatura estiva, mai sopra i 30º, può scendere di 10 - 18º. La temperatura estiva giornaliera oscilla quindi fra i 28 e i 15º a 800 m e fra i 32 e i 22º a 600 m di altitudine.

L'umidità relativa (fra il 50 e il 100% nelle zone alte) può aumentare il suo intervallo di oscillazione a 35 - 110%  nella fascia inferiore, dove risente dell'aria umida planiziaria e delle subsidenze.  

## Popolamenti arborei

### Piano sub-montano superiore
Il piano sub-montano è dominato dalla presenza delle querce, ma con vegetazione variegata per la convivenza con i castagni, i faggi, l'associazione Carpino-Frassino (Orno-ostryetum),  l'estensione verso il basso di specie mesofile e la risalita di specie più termofile. Non ultima la massiccia presenza di alloctone invasive come la Robinia. Se ci si avventura in valli e dossi poco antropizzati e che hanno mantenuto i climax originali, la prevalenza dei querceti appare ancora evidente.

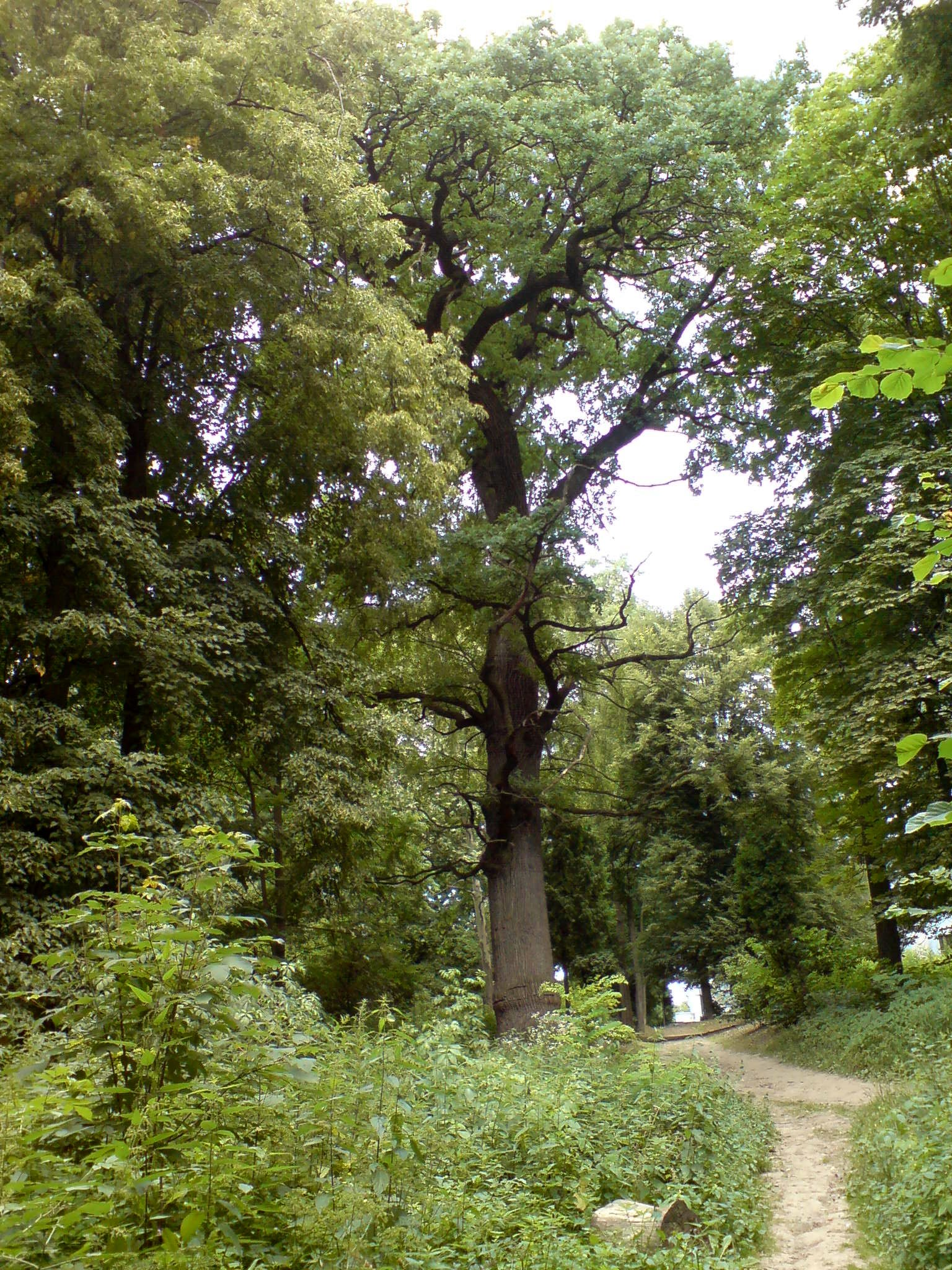
Piano sub-montano superiore. Querceti mesofili. (Quercus petraea)

#### Querceti
I popolamenti del genere Quercus costituiscono un'estesa fascia che dai 600–800 m scende a coprire i pendii pedemontani sino al livello mediterraneo, e quindi sino ai 50–100 m di altitudine. Prevalgono, nella parte più alta la Rovere, la Farnia  e, meno frequentemente, il Cerro, che per le loro attitudini tendono più al carattere mesofilo e a non rifiutare terreni freschi e umidi. Alle massime altitudini del piano, fino ai 600 m, scendono non di rado popolamenti di Faggi (Fagus sylvatica) mentre, dal basso, nelle zone soleggiate e asciutte salgono consistenti colonie di Roverella e altre specie più termofile. Si ha così, a seconda dei microclimi, una fascia di querceto misto che sfuma gradatamente verso le pendici inferiori più calde e asciutte.
- Rovere  (Quercus petraea o sessiliflora): specie fondamentale del querceto, spesso di imponenti dimensioni, forma boschi raramente puri, affiancandosi alla Roverella e soprattutto al Castagno. Isolata assume un portamento monumentale.
- Farnia  (Quercus peduncolata borea-italica denominata anche Quercus robur): specie spiccatamente mitteleuropea di grande diffusione, predilige le zone pianeggianti umide (se non addirittura quelle acquitrinose) ma non disdegna i versanti asciutti, purché freschi. Si affianca spesso alla Rovere e al Castagno nella colonizzazione di declivi e di spiazzi ombreggiati.

Formano il sottobosco dei querceti moltissime specie arbustive ed erbacee meso-termofile e termofile:
- Felci:
  - Phyllitia scolopendrium (Polipodiaceae)
  - Osmunda regalis (Osmundaceae) - Felce florida
  - Struthio-pteris germanica
- Fanerogame arboreo-arbustive:
  - Fraxinus ornus (Oleaceae) -  Orniello
  - Ostrya carpinifolia (Betulaceae) - Carpino nero
  - Fagus sylvatica (Fagaceae) - Faggio
  - Ulmus minor (Ulmaceae) - Olmo
  - Acer campestre (Aceracee) - Acero campestre
  - Prunus spinosa (Rosaceae) - Pruno selvatico
  - Prunus avium (Rosaceae) - Ciliegio selvatico
  - Tilia parviflora (Tiliaceae) - Tiglio minore
  - Rhamnus frangula (Rhamnaceae) - Frangula
  - Rhamnus cathartica (Rhamnaceae) - Spin-cervino
  - Epidemium alpinum
- Fanerogame erbacee:
  - Aconitum variegatum (Ranuncolaceae) - Aconito
  - Aconitum lycoctonum (Ranuncolaceae) - Aconito giallo
  - Anemone hepatica o Hepatica nobilis (Ranuncolaceae) - Fegatella o Erba della Trinità
  - Anemone nemorosa (Ranuncolaceae) - Anemone dei boschi
  - Pulsatilla trifolia (Ranuncolaceae)
  - Pulsatilla vulgaris (Ranuncolaceae) - Pulsatilla
  - Gentiana asclepiadea (Gentianaceae) - Genziana di Esculapio
  - Gentiana cruciata (Gentianaceae)
  - Filipendula aruncus (Rosaceae) - Filipendola
  - Daphne mezereum (Timeleaceae) - Mezereo o Fior di stecco
  - Cyclamen purpurascens o Cyclamen europaeum (Primulaceae) - Ciclamino delle Alpi   (dal greco κύκλος = disco)
  - Digitalis ambigua (Scrofulariaceae) - Digitale (dal latino digitus= dito)
  - Prenanthes purpurea (Compositae)
  - Paris quadrifolia (Liliaceae) - Uva di volpe o Erba crociona
  - Ruscus aculeatus (Liliaceae) - Pungitopo
  - Asparagus officinalis (Liliaceae) - Asparago
  - Asparagus tenuifolius (Liliaceae)
  - Aristolochia pallida (Aristolochiaceae) (dal greco άριστος = ottimo  e  λόχος = parto)
  - numerose Orchidaceae

## Galleria d'immagini 1

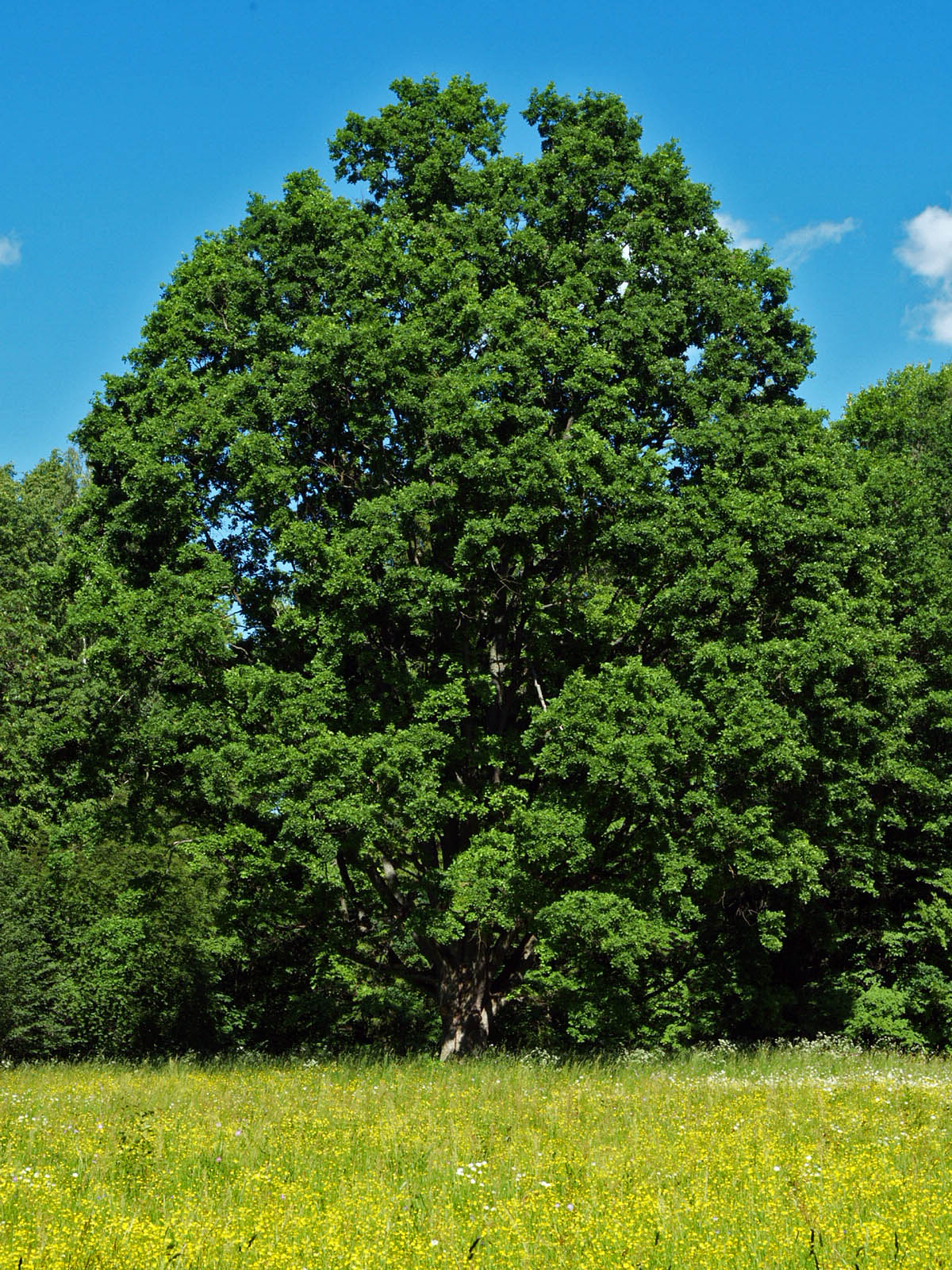
Rovere
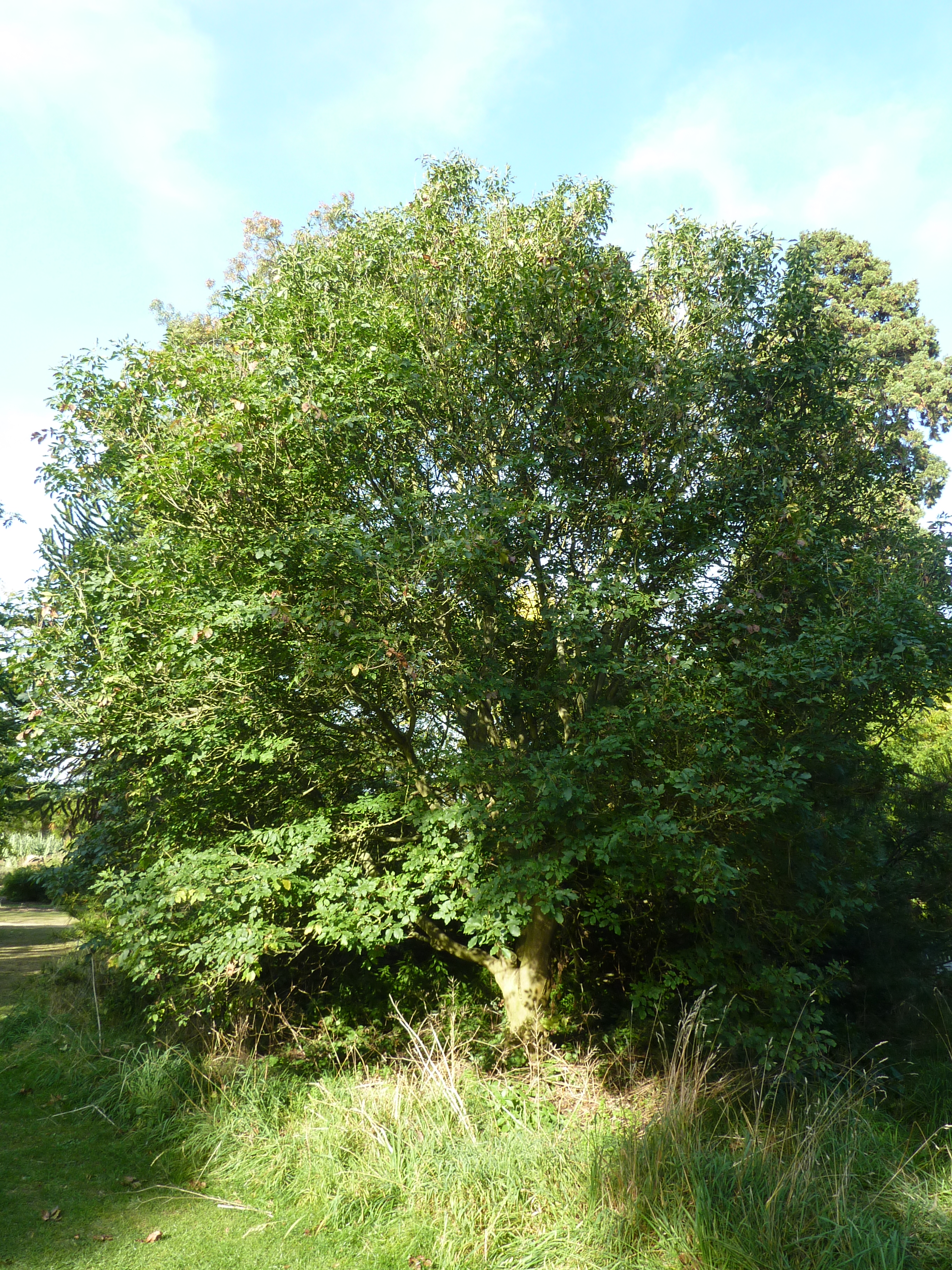
Orniello
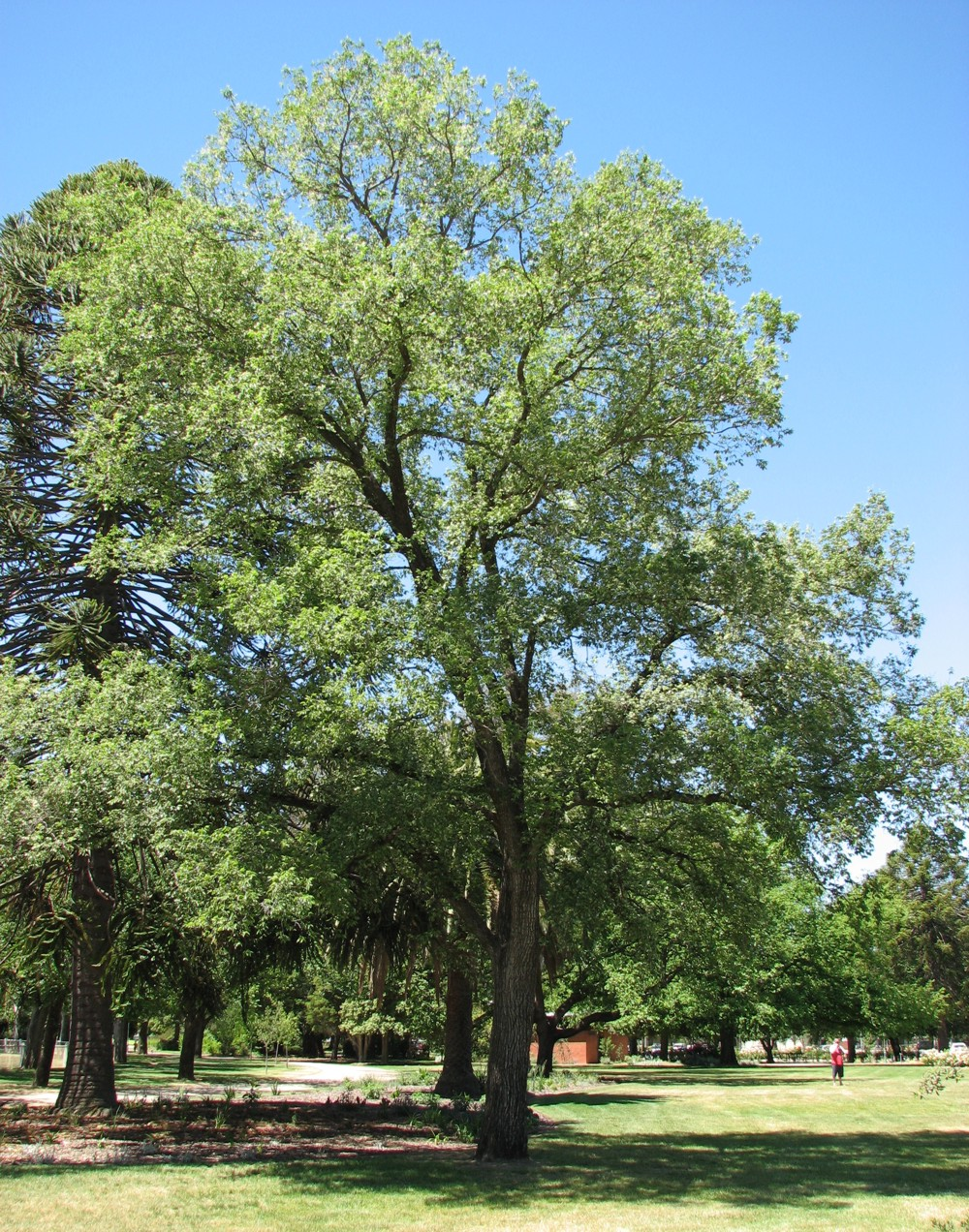
Olmo
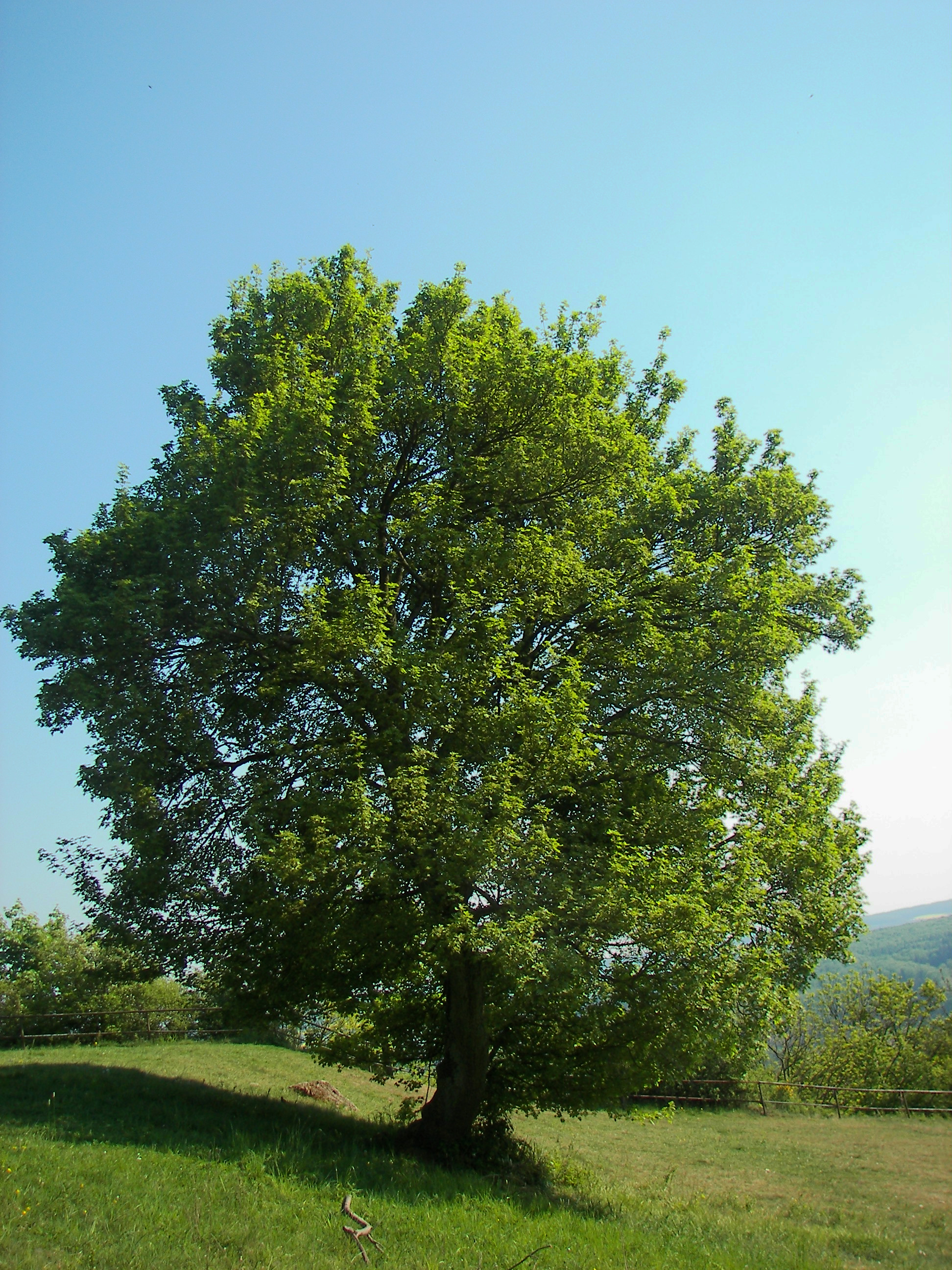
Acero campestre
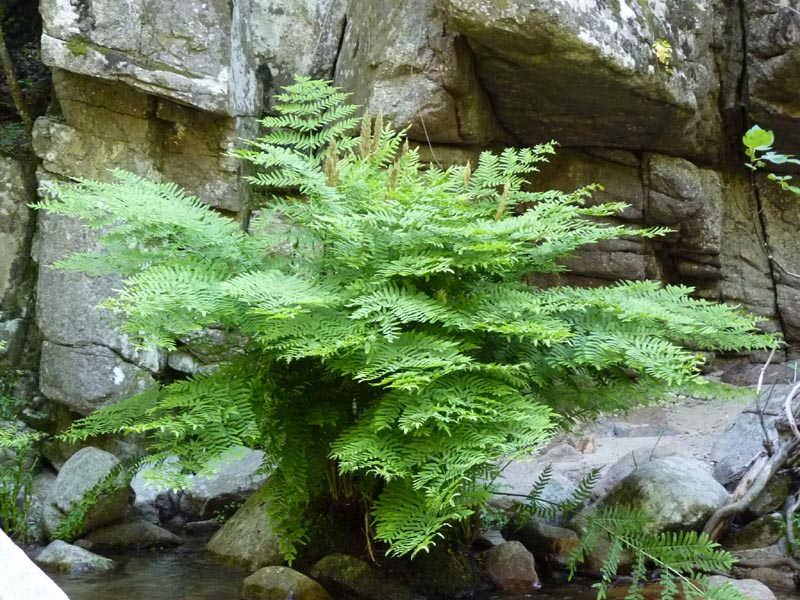
Osmunda regalis
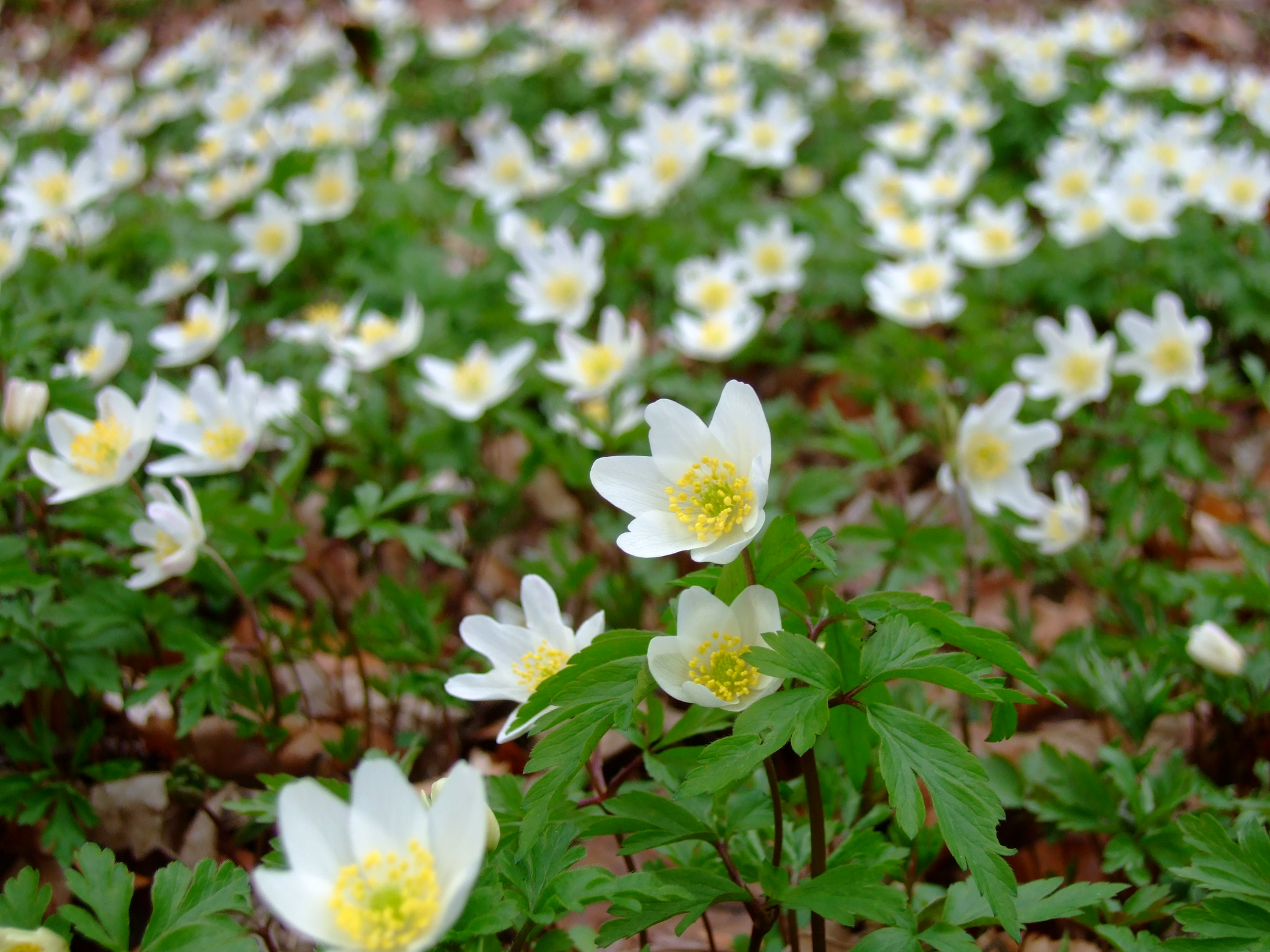
Anemone dei boschi
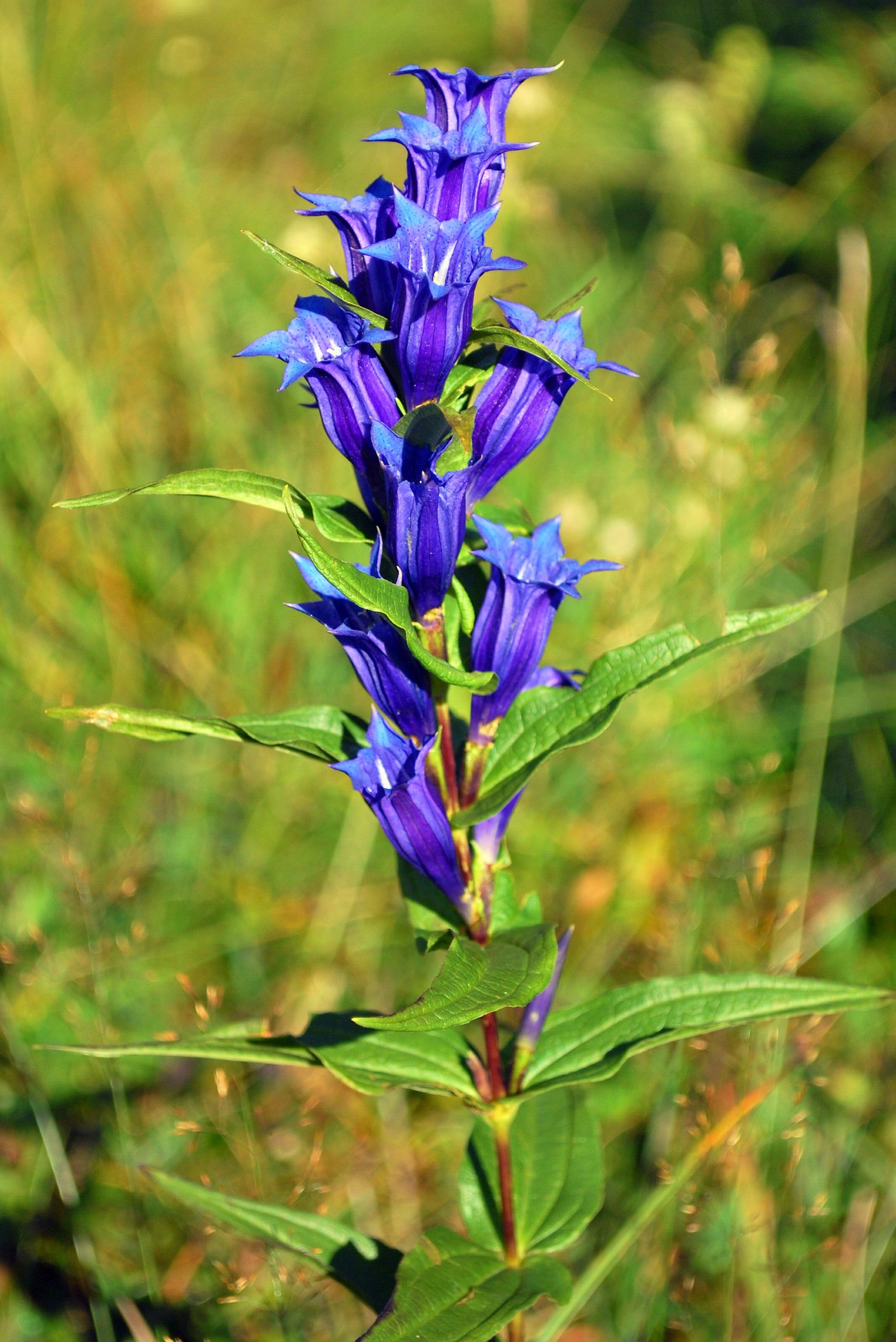
Genziana di Esculapio
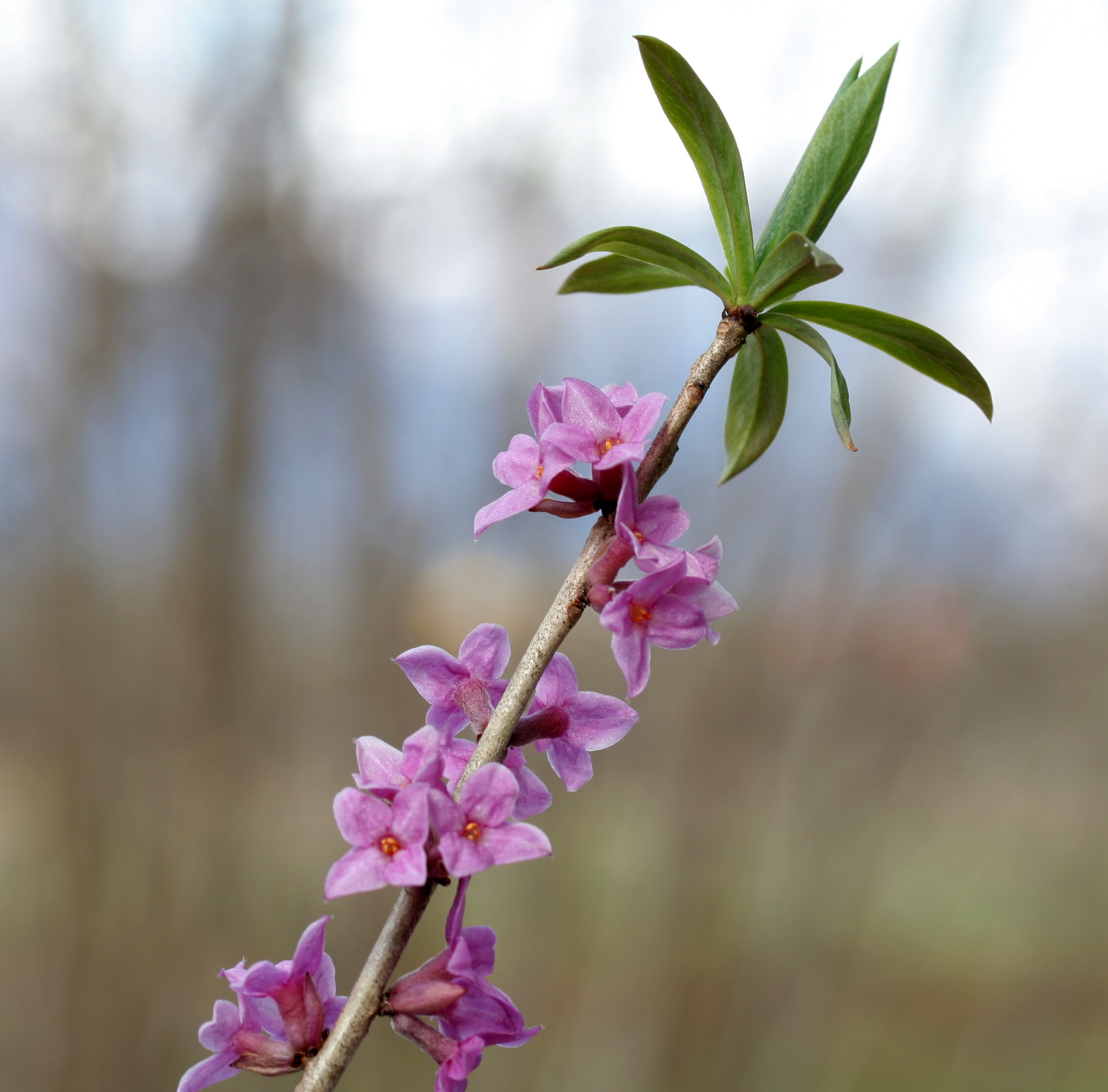
Mezereo
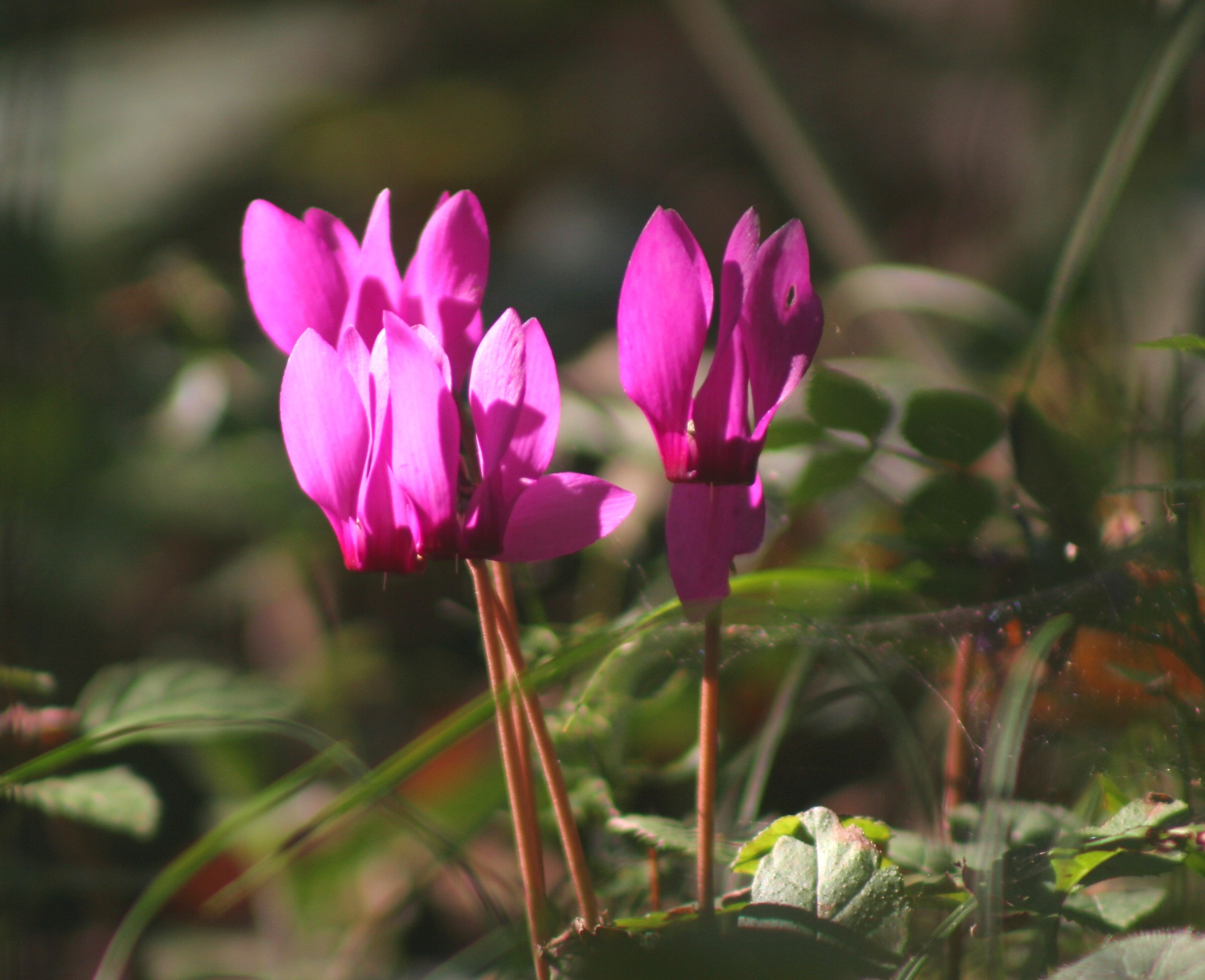
Ciclamino alpino
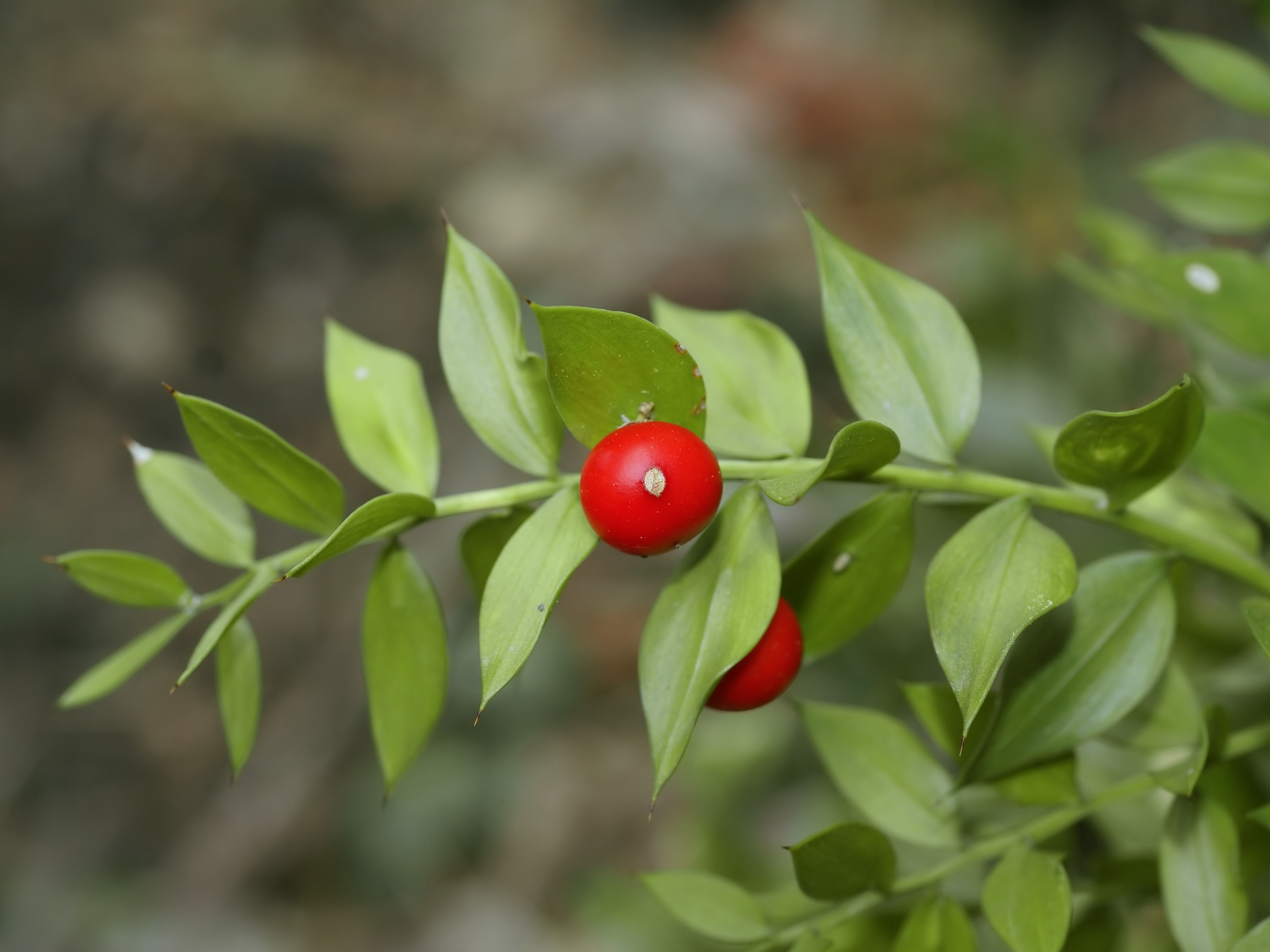
Pungitopo
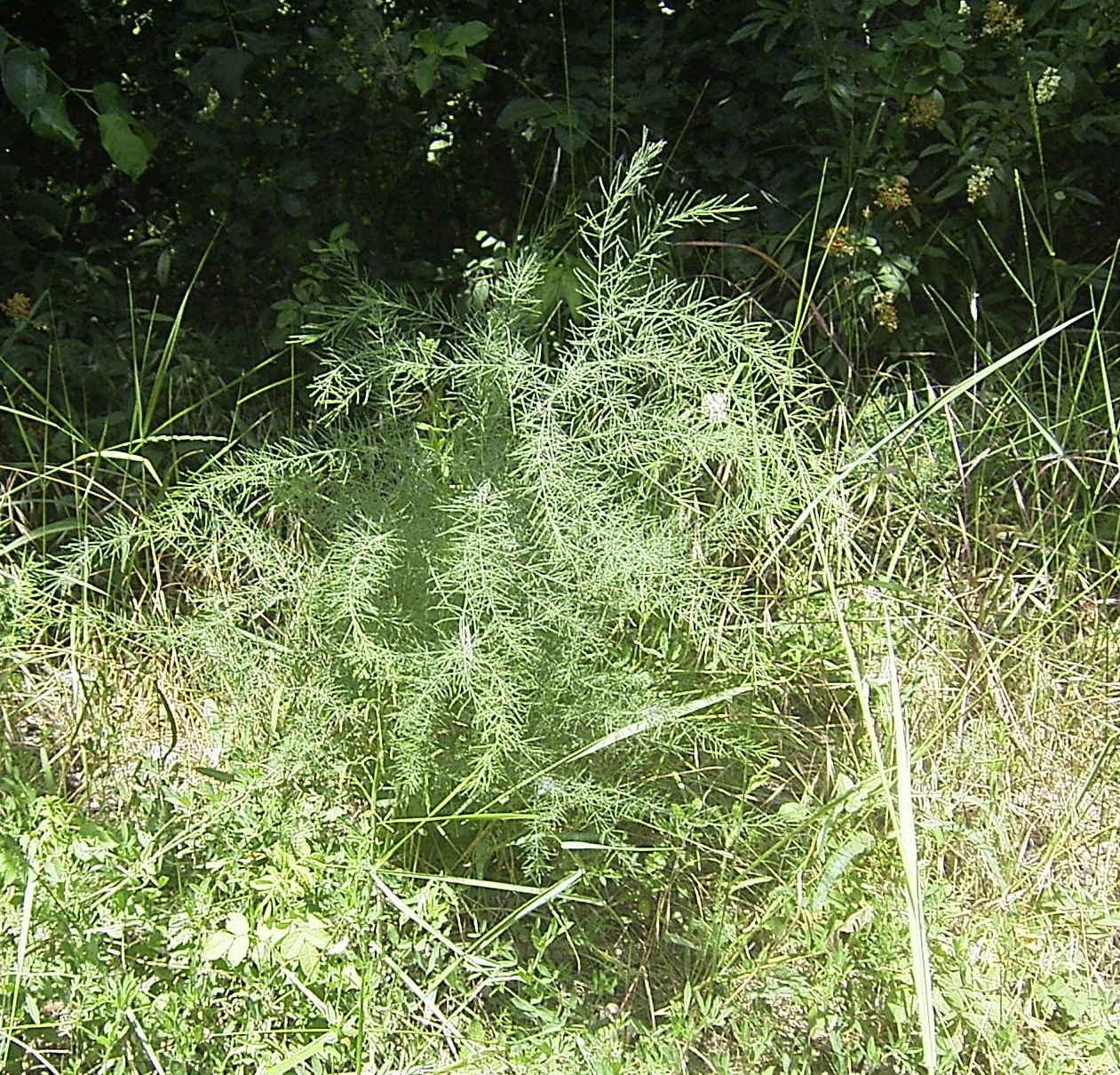
Asparago selvatico
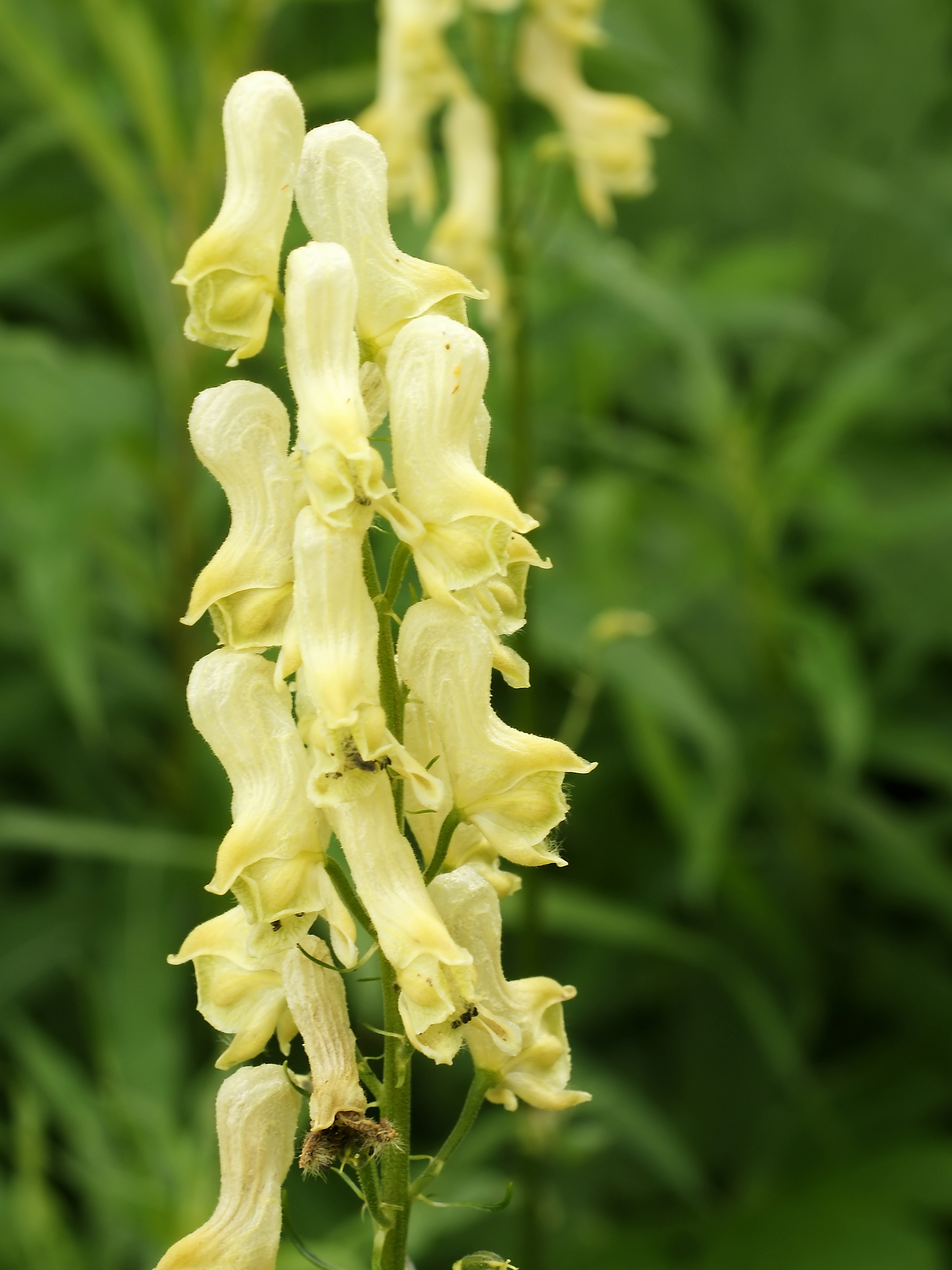
Acònito giallo

### Castagneti

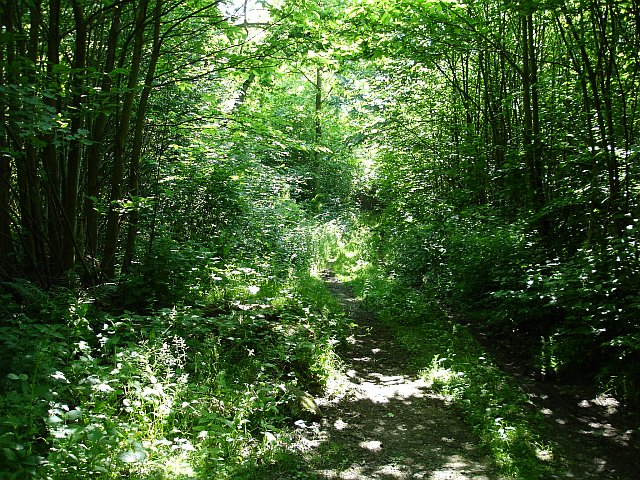
Castagneti. (Castanea sativa)

Specie originariamente termofila e amante dei terreni umidi, profondi e decisamente acidi (silicei), il Castagno (Castanea sativa) è risalito, in gran parte per l'intervento dell'uomo, lungo le valli prealpine portandosi sino agli 800–1000 m. Predilige i terreni umidi ma ben soleggiati, dove la temperatura non scende sotto lo zero, e soprattutto i suoli acidi. È la tipica specie di bassa o media montagna, sfavorita rispetto ai querceti e agli orno-ostrieti, ma costantemente aiutata dall'uomo per il suo legname e per i suoi frutti, un tempo fra gli elementi base dell'alimentazione. In Italia vegeta fra i 400 e gli 800 m, dalle Madonìe sino alle falde alpine. Non forma associazione, forma raramente masse boscose spontanee di estensione rappresentativa, ma certamente resta uno dei protagonisti delle nostre foreste montane e sub-montane.

Nel sottobosco del castagneto si inseriscono Querce e Carpini, Faggi e Pecci, ma ciò che più colpisce è il grande sviluppo delle felci.
- Felci:
  - Dryopteris filix-mas (Polipodiaceae) - Felce maschio
  - Athyrium filix-femina (Polipodiaceae) - Felce femmina  (dal greco α-θυρέος = senza scudo)
  - Pteridium aquilinum  (Polipodiaceae) - Felce aquilina
- Fanerogame erbacee:
  - Molinia coerulea (Graminaceae) - Molinia  (in omaggio a Juan Ignacio Molina, botanico spagnolo. XVIII - XIX secolo)
  - Festuca ovina  (Graminaceae) - Festuca
  - Agrostis capillaris (Graminaceae) - Gramigna
  - Anthoxanthum odoratum (Graminaceae) - Paleino odoroso (se ne ricava la Cumarina)
  - Cytisus scoparius (Papilionaceae) - Ginestra dei carbonai
  - Calluna vulgaris (Ericaceae) - Brugo
  - Vaccinium myrtillus (Ericaceae) - Mirtillo nero
  - Luzula nivea (Juncaceae) - Luzula

## Galleria d'immagini 2

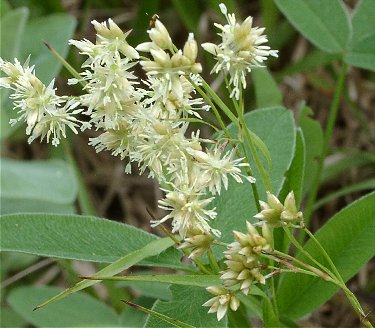
Lùzula bianca
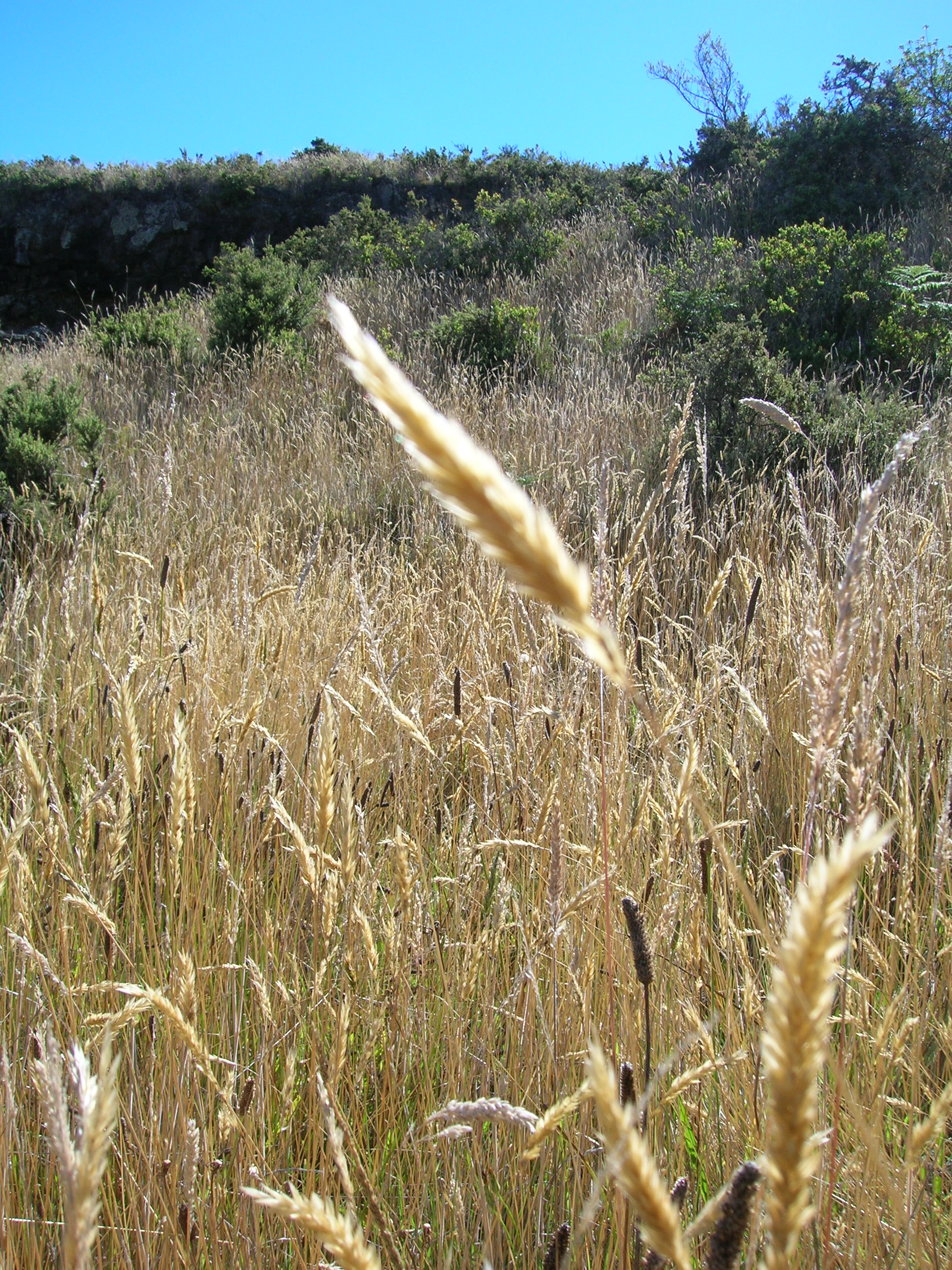
Paleìno odoroso
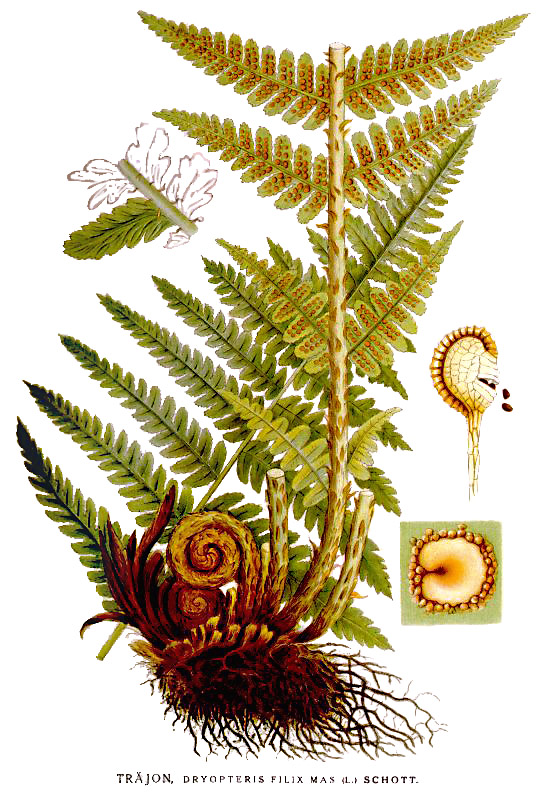
Felce maschio
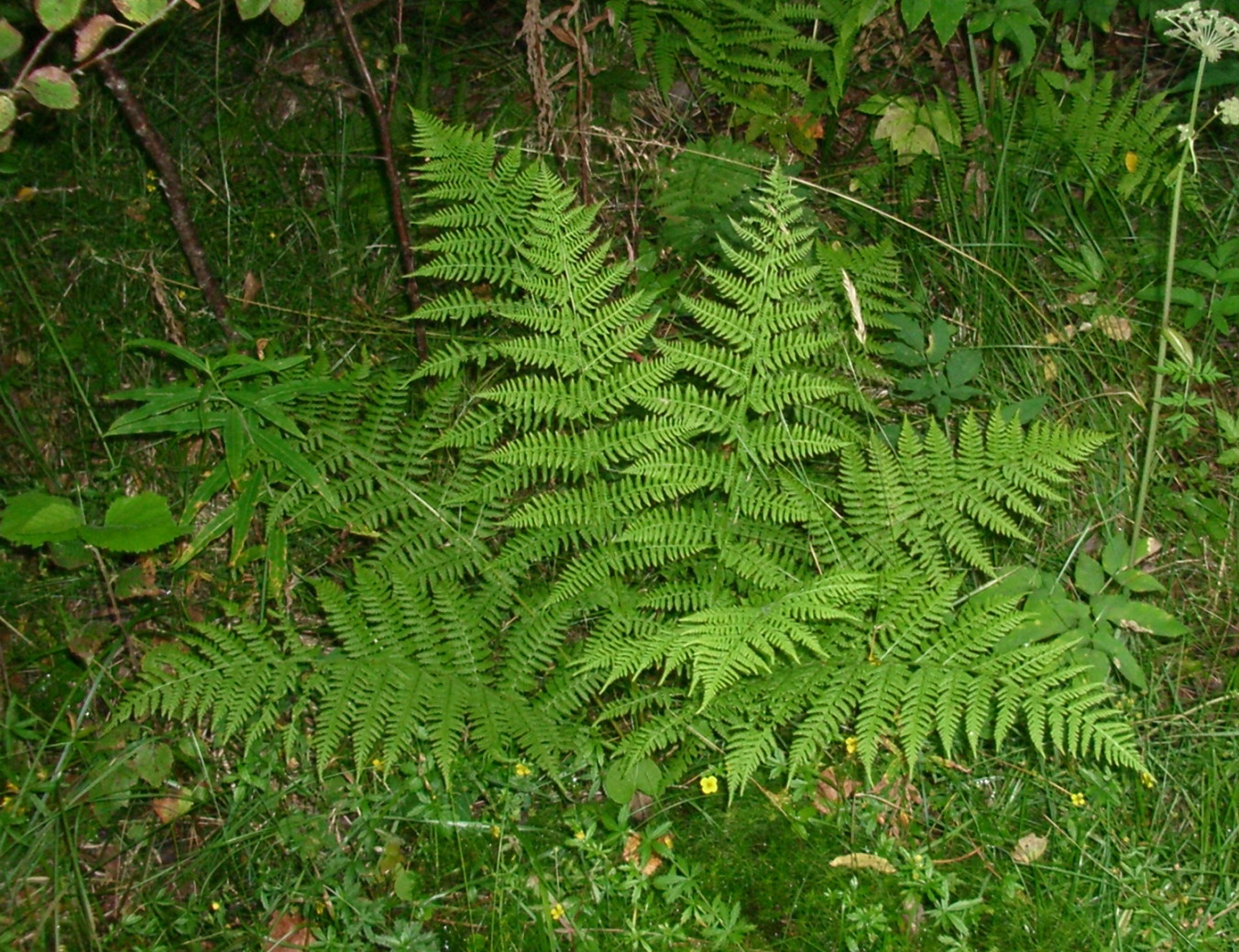
Felce femmina
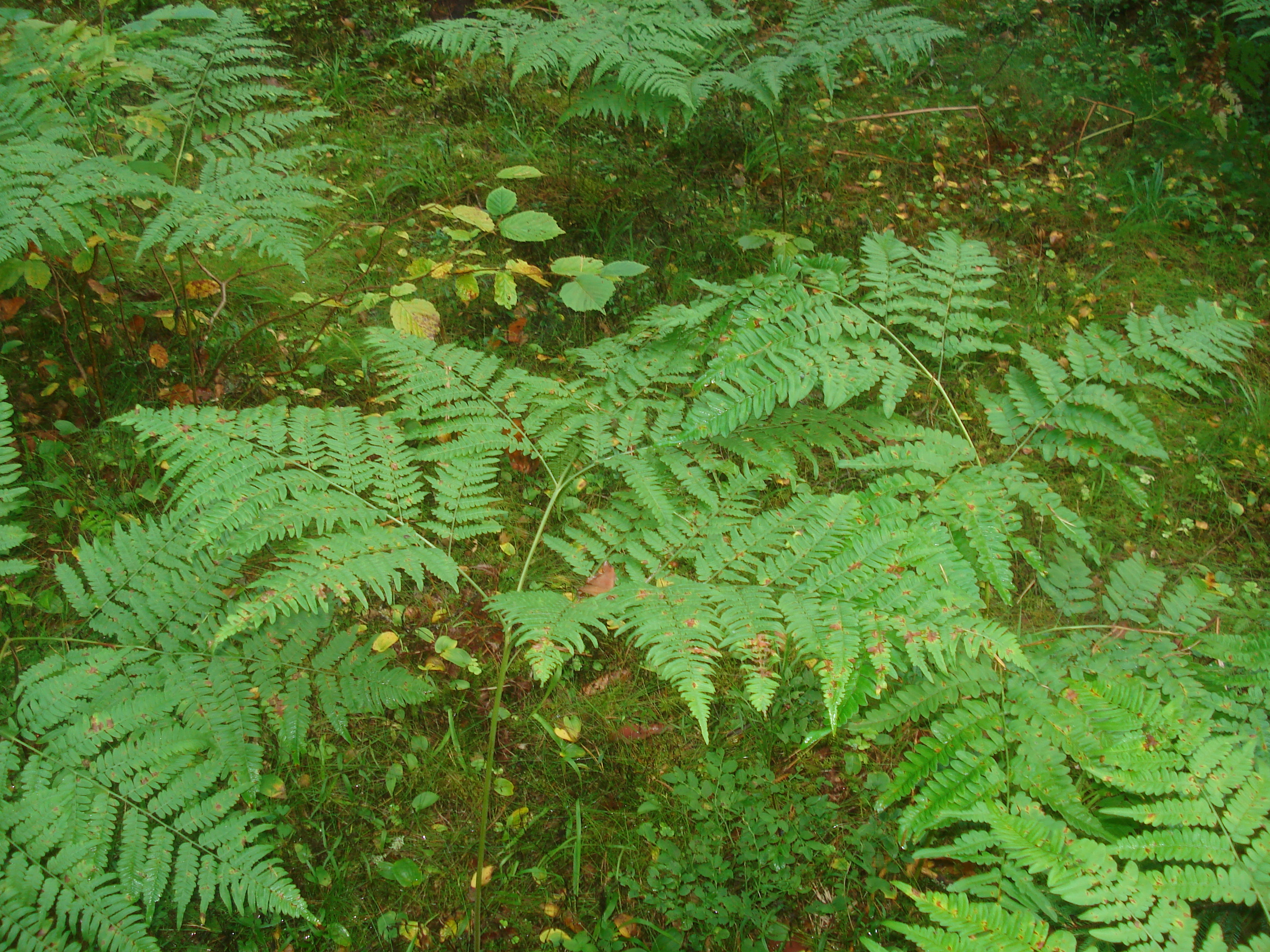
Felce aquilina
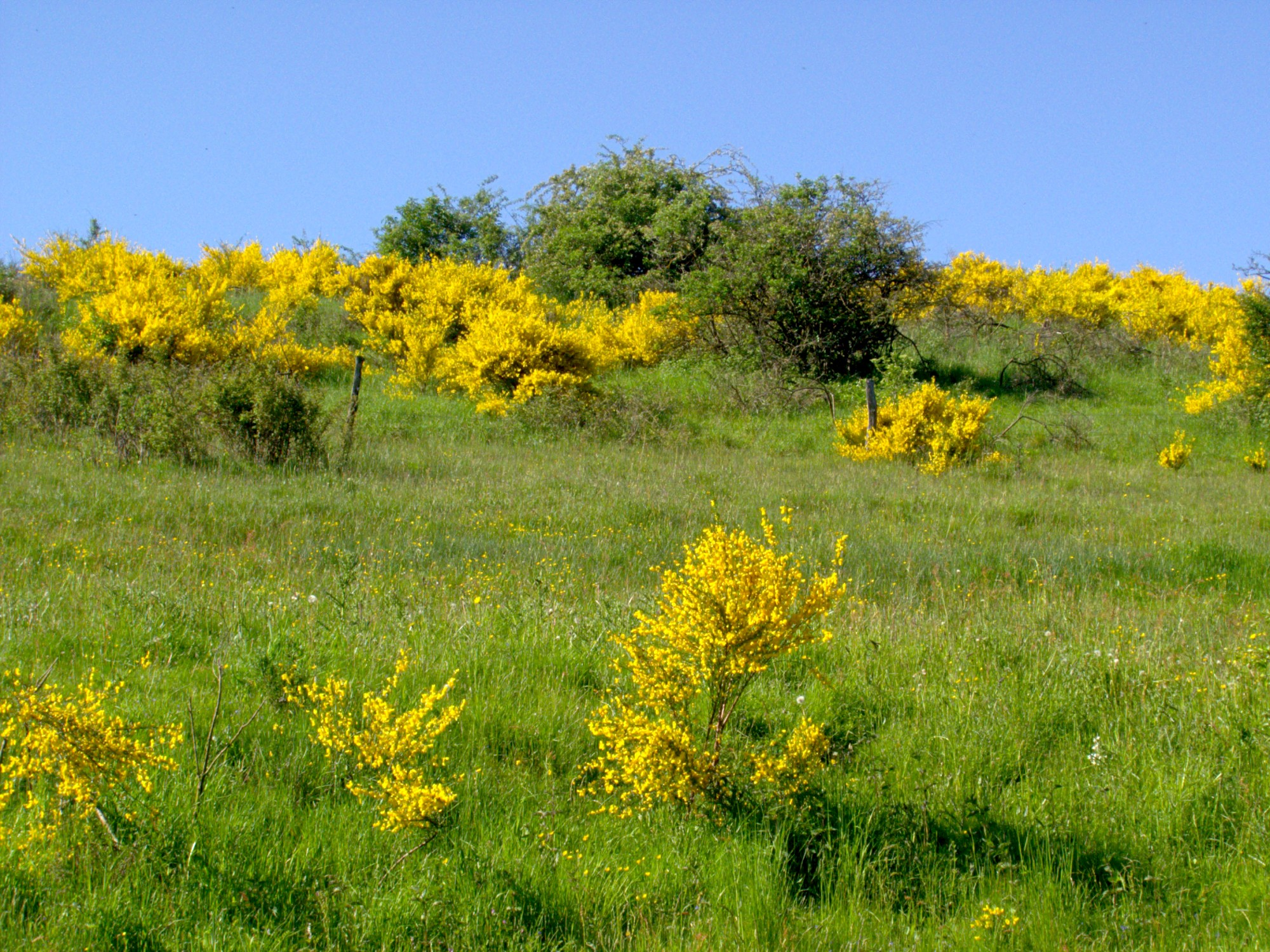
Ginestra dei carbonai

### Piano sub-montano inferiore
Difficile distinguere, se non per tratti limitati, la parte inferiore del piano sub-montano, per la continuità dei querceti, dei castagneti e degli orno-ostrieti. Continua la presenza di altre specie mescolate o costituenti piccole colonie. Generalmente, però, la diminuzione di quota favorisce le specie termofile e, su pendìi ben esposti e asciutti, anche di quelle tendenzialmente xerofile.

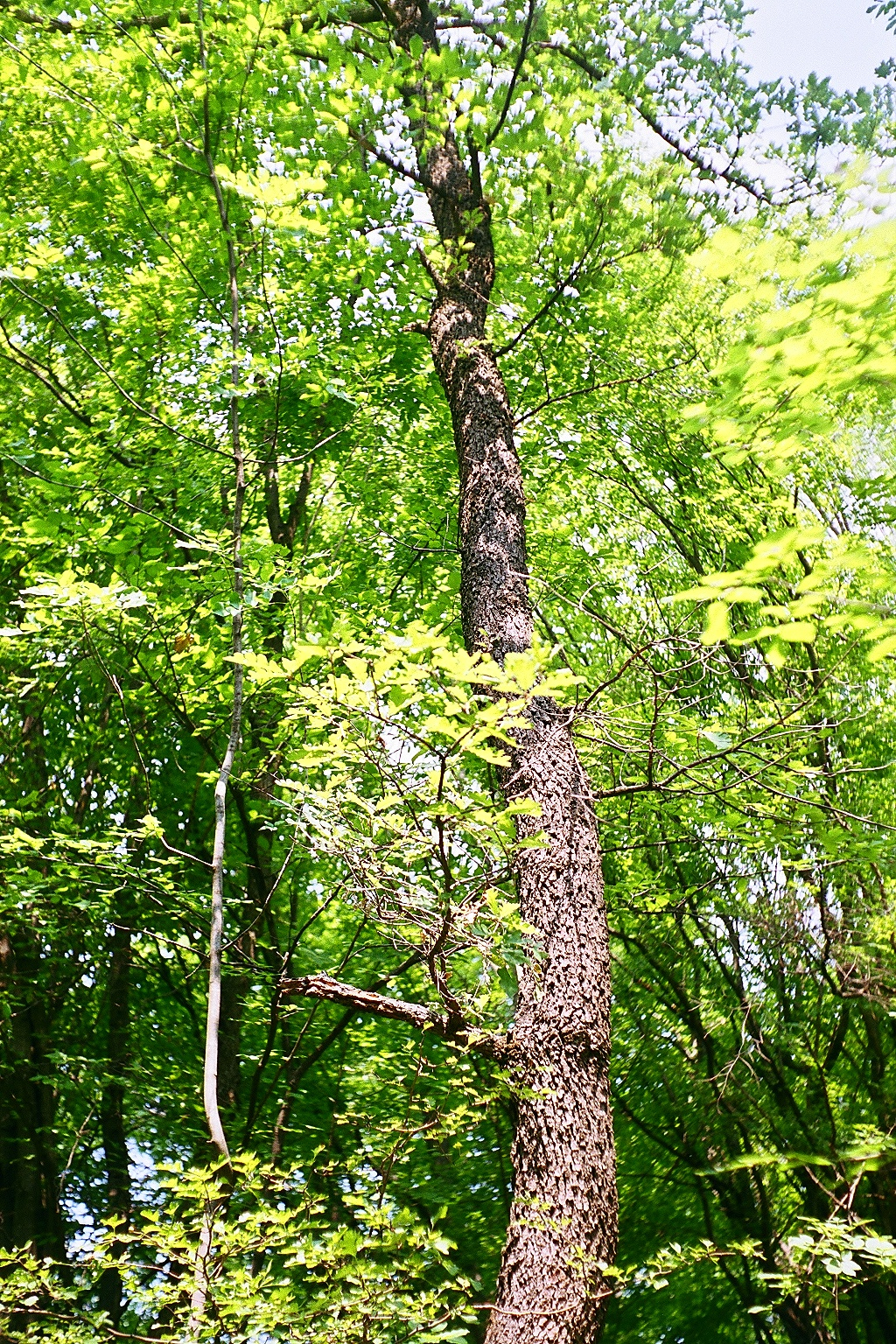
Piano sub-montano inferiore.
Querceti termofili (Q. pubescens)

#### Roverella
La Roverella (Quercus pubescens), assai più termofila e xerofila delle altre querce,   è la grande protagonista delle basi collinari pedemontane, anche per la plasticità e la facilità di attecchimento (sempre in zone asciutte, se non aride, e ben soleggiate, ma mai argillose) che le consentono limiti altitudinali pari a quelli della Rovere, alla quale spesso si accompagna, e della Farnia. Il bosco di Roverella è solitamente rado (anche per il disboscamento) e piuttosto povero, ma spesso si infoltisce nell'accogliere  molte altre specie arboree e arbustive.

La Roverella è dunque l'albero del primo gradino della scala altitudinale e si raccorda, poiché ne fa anche parte, con le specie decisamente termofile del piano basale, come ad esempio le  sclerofille. Sono specie di corteggio della Roverella:
- Specie arboree:
  - Ostrya carpinifolia (Betulaceae) - Carpino nero
  - Fraxinus ornus (Oleaceae) - Orniello
  - Acer campestre (Aceraceae) - Acero campestre
  - Tilia plathiphyllos o Tilia cordata  (Tigliaceae) - Tiglio
  - Ulmus minor (Ulmaceae) - Olmo
  - Betula alba (Betulaceae) - Betulla
  - Alnus glutinosa (Betulaceae) -  Ontano nero (lungo i corsi d'acqua e le zone umide)
- Specie arbustive:
  - Corylus avellana (Betulaceae) - Nocciolo
  - Cotoneaster vulgaris (Rosaceae) - Cotoneaster
  - Crataegus monogyna (Rosaceae) - Biancospino
  - Amelanchier ovalis (Rosaceae) - Pero corvino
  - Laburnum alpinum (Papilionaceae) - Maggiociondolo
  - Coronilla emerus (Papilionaceae) - Erba cornetta
  - Cytisus laburnium (Papilionaceae) - Ginestra
  - Clematis vitalba (Ranuncolaceae) - Vitalba  (dal greco κλήμα, κλήματος = tralcio)
  - Anemone hepatica o Hepatica nobilis  (Ranuncolaceae) - Erba della Trinità o Fegatella
  - Helleborus niger (Ranuncolaceae) - Elleboro
  - Melittis melissophyllum (Labiatae) - Bocca di lupo
  - Buphthalmum salicifolium (Compositae)  (dal greco βούς = bue  e  οφτάλμος = occhio) - Asteroide salicina
  - Rubus sp. (Rosaceae) - Rovi vari
- Specie erbacee:
  - Bromus erectus (Graminaceae) - Bromo
  - Stipa pennata (Graminaceae) - Lino delle fate
  - Poa pratensis (Graminaceae) - Erba fienarola
  - Agrostis alba (Graminaceae)  (dal greco αγρόστις = Gramigna)

### Specie alloctone invasive
I boschi pedemontani sono vieppiù invasi e sostituiti da folte colonie di Robinia (Robinia pseudoacacia) che giungono a formare colonie e intere fasce boschive di notevole spessore e compattezza, là dove cresceva il Castagno o la Rovere (si vedano le prealpi piemontesi, la bassa Val d'Aosta, la bassa e la media Valtellina, la Val Camonica, la Val d'Adige, etc.). Poche specie, come il Nocciolo (Corylus avellana), resistono a questa pianta importata fra il 1715 e il 1750 in Lombardia che si espande continuamente contendendo lo spazio alla vegetazione autoctona..

Una seconda specie ancor più invasiva e micidiale per gli ecosistemi, ma di più recente introduzione, è l'Ailanto (Ailanthus altissima).

## Galleria d'immagini 3

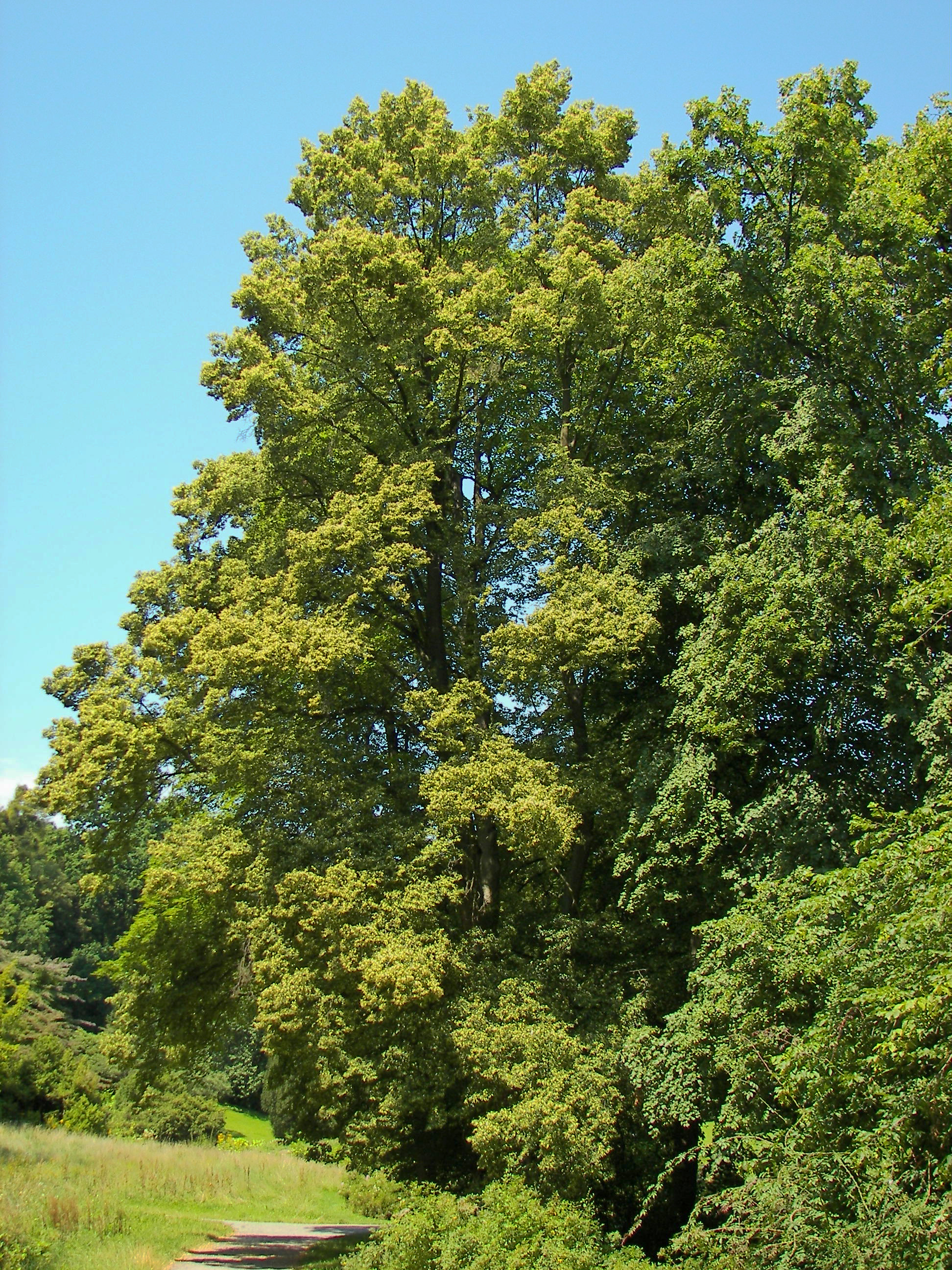
Tiglio
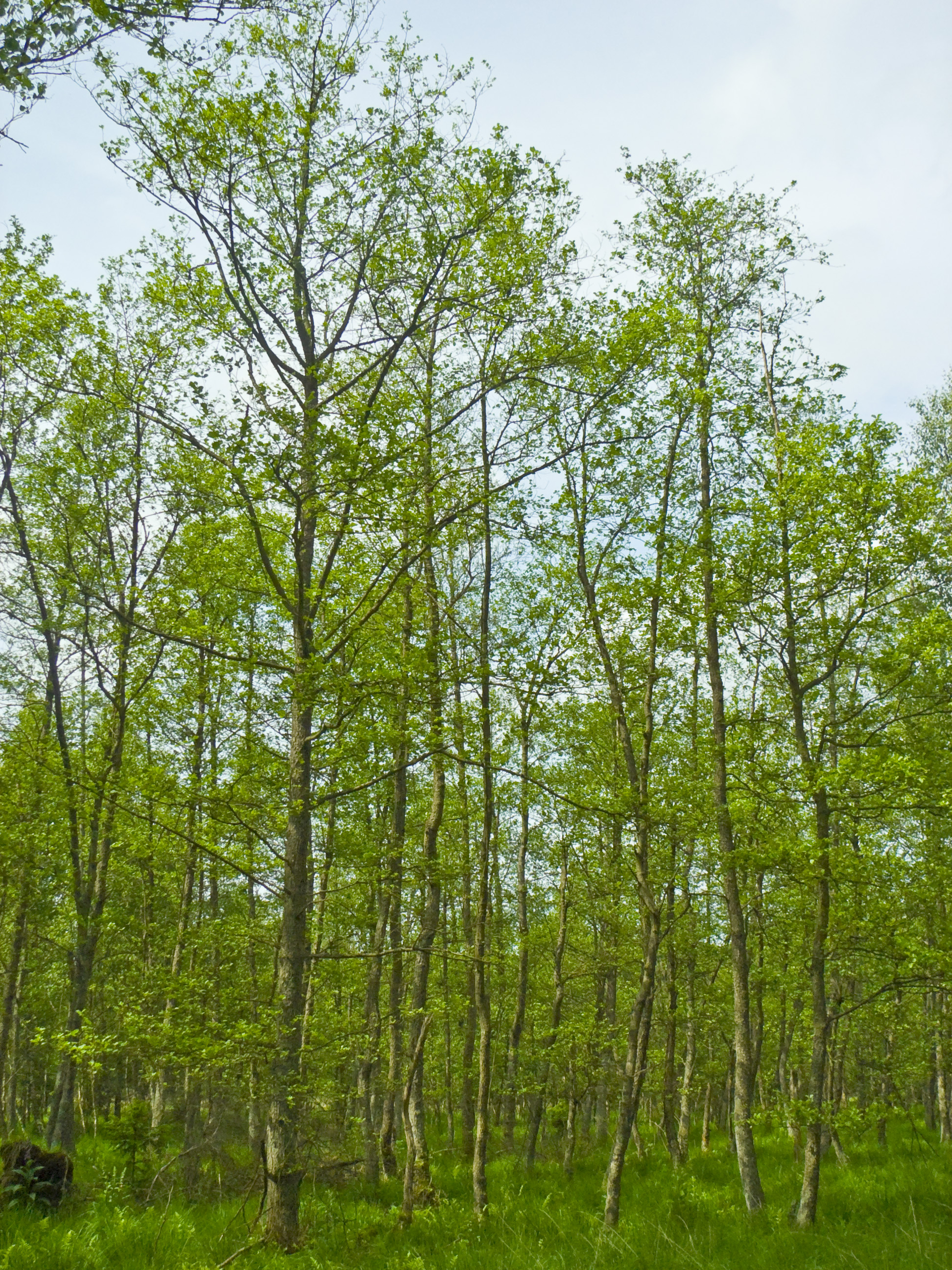
Ontàno nero
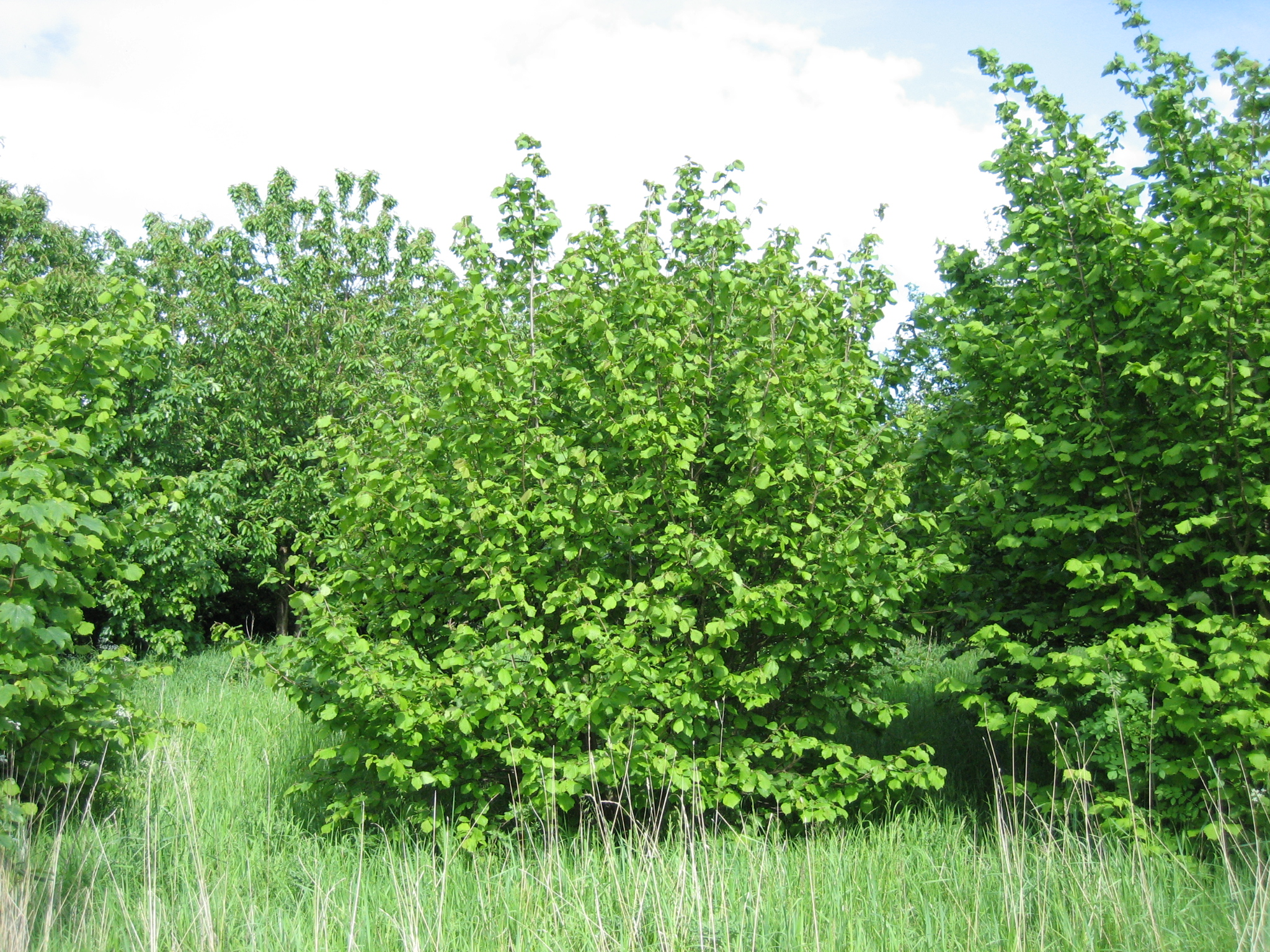
Nocciòlo
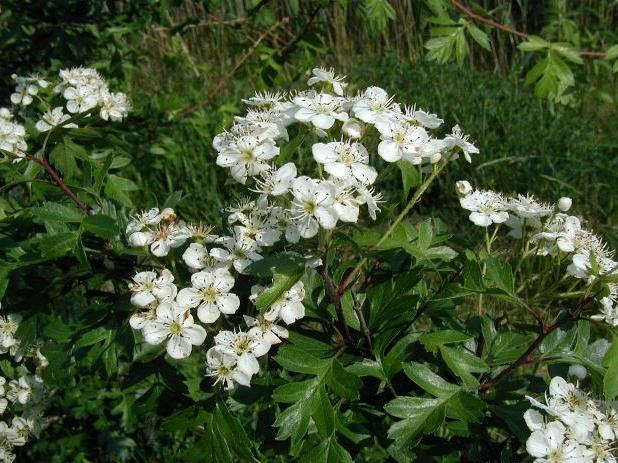
Biancospino
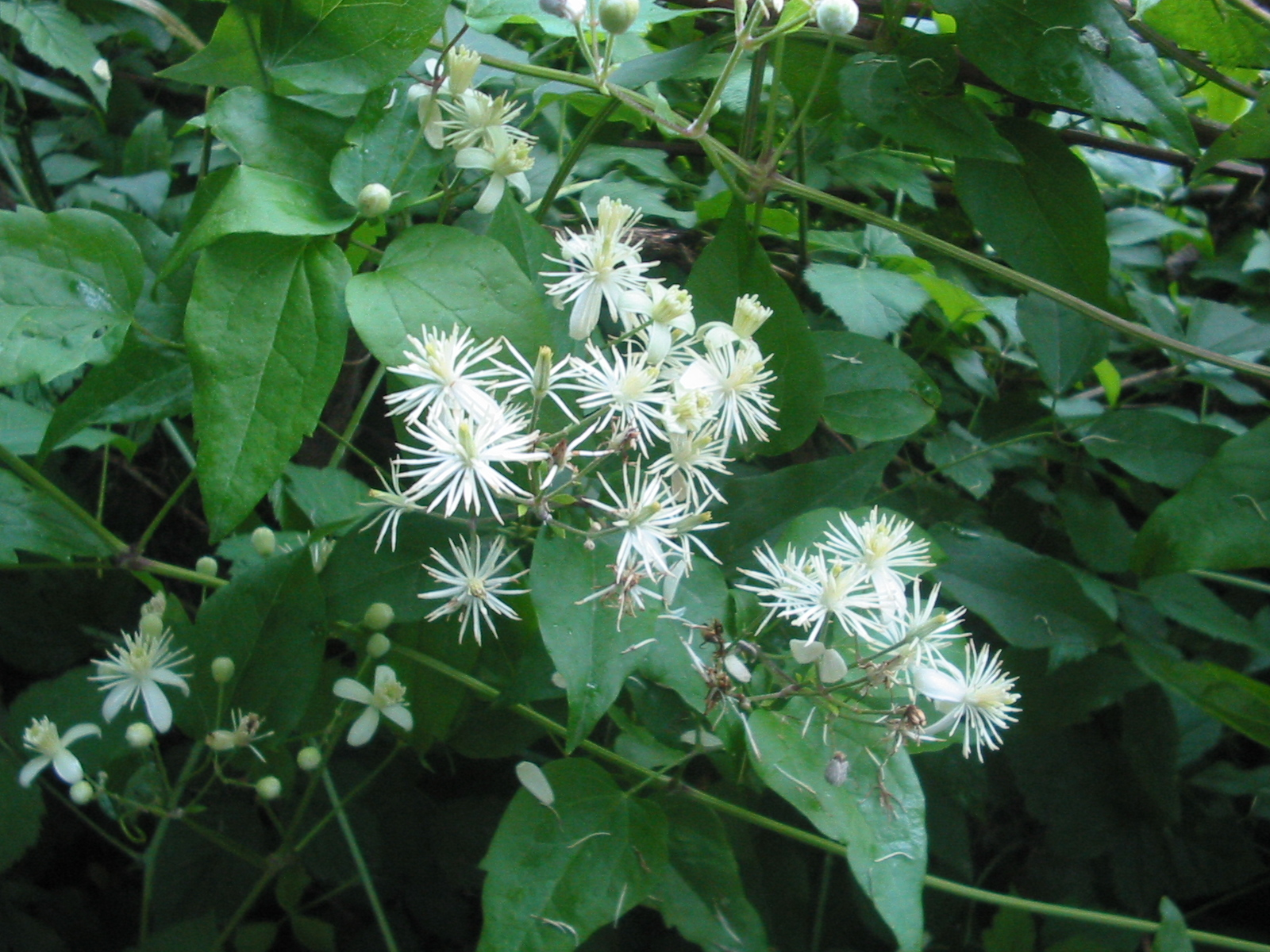
Vitalba
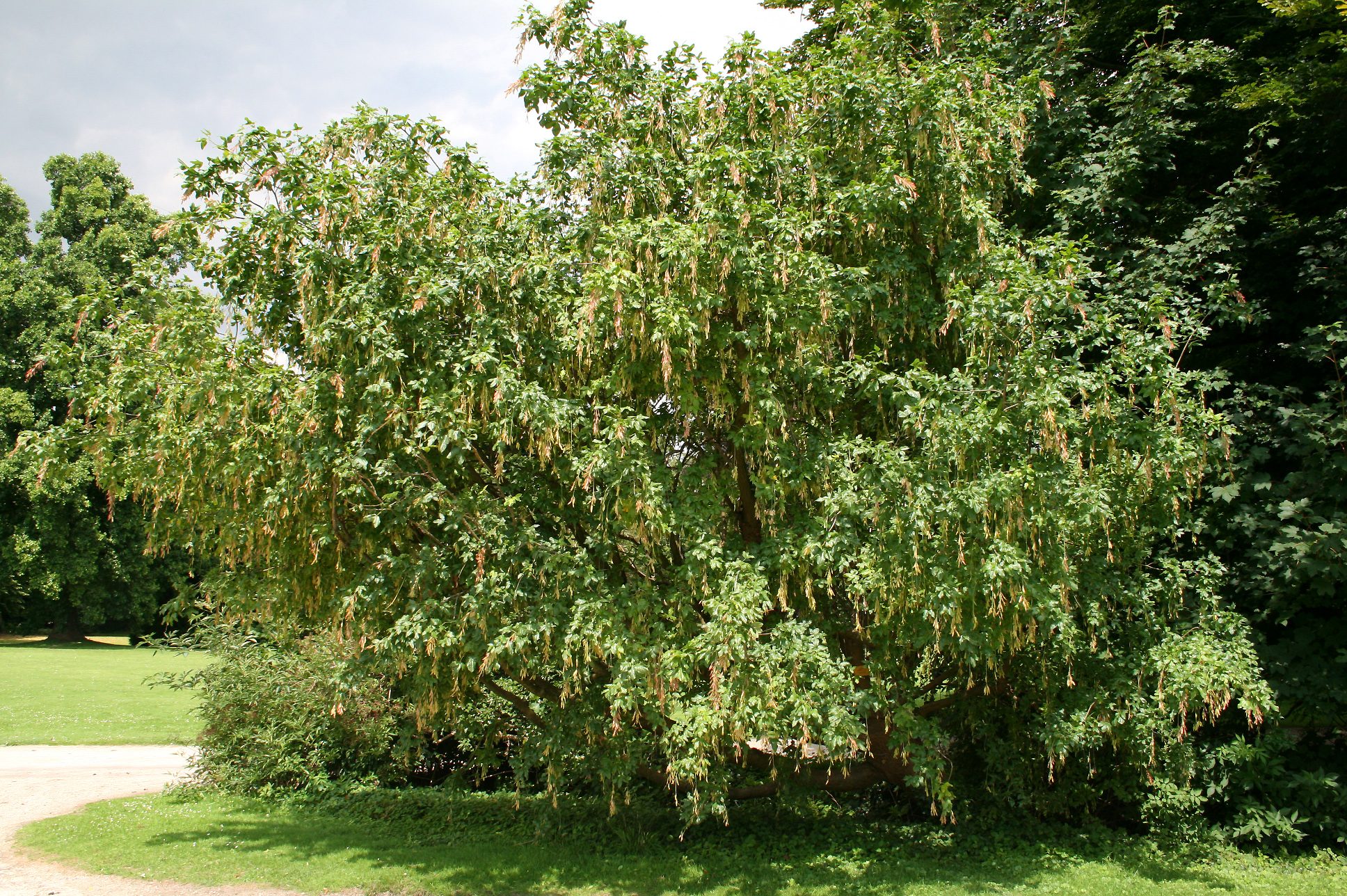
Maggiociondolo
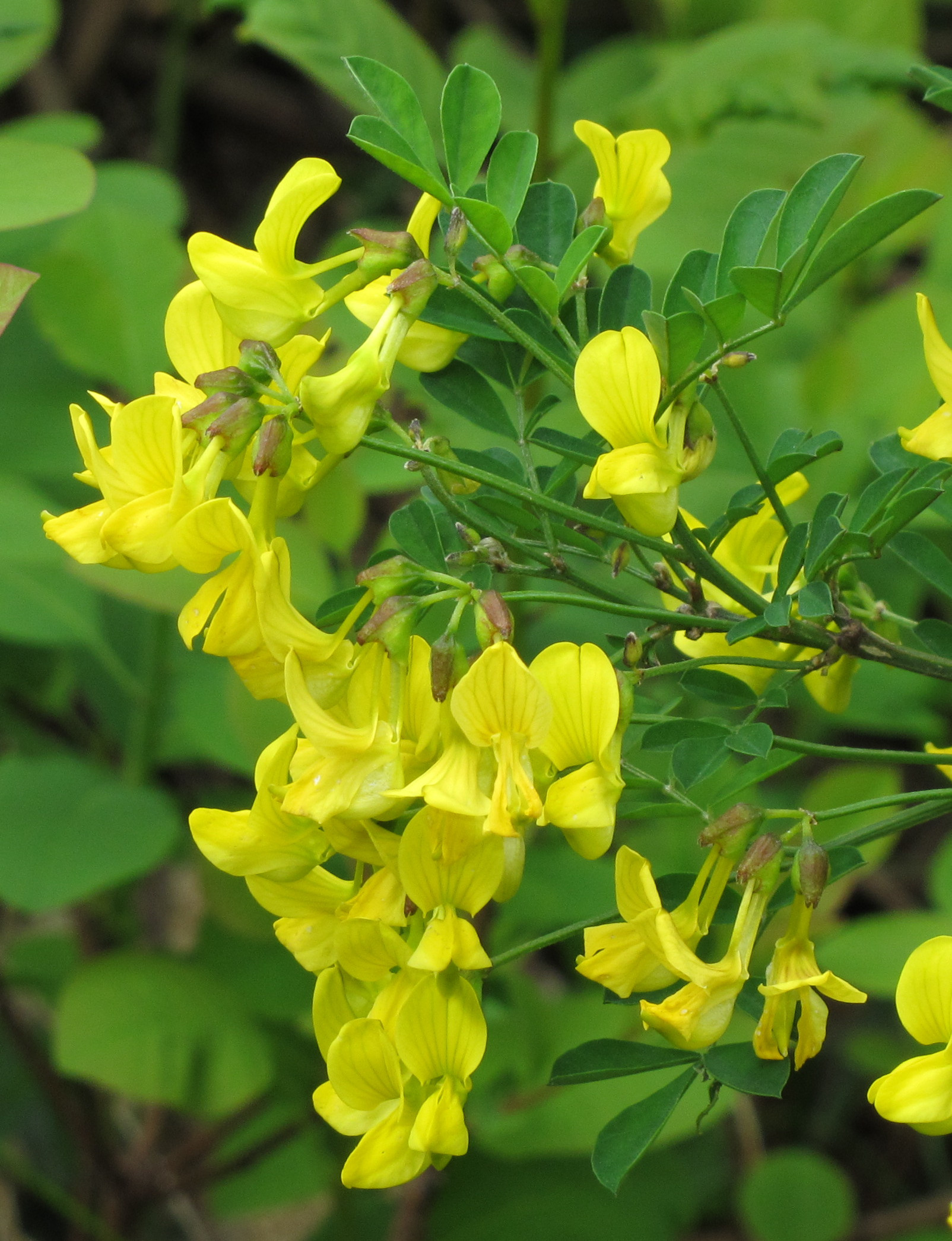
Erba cornetta
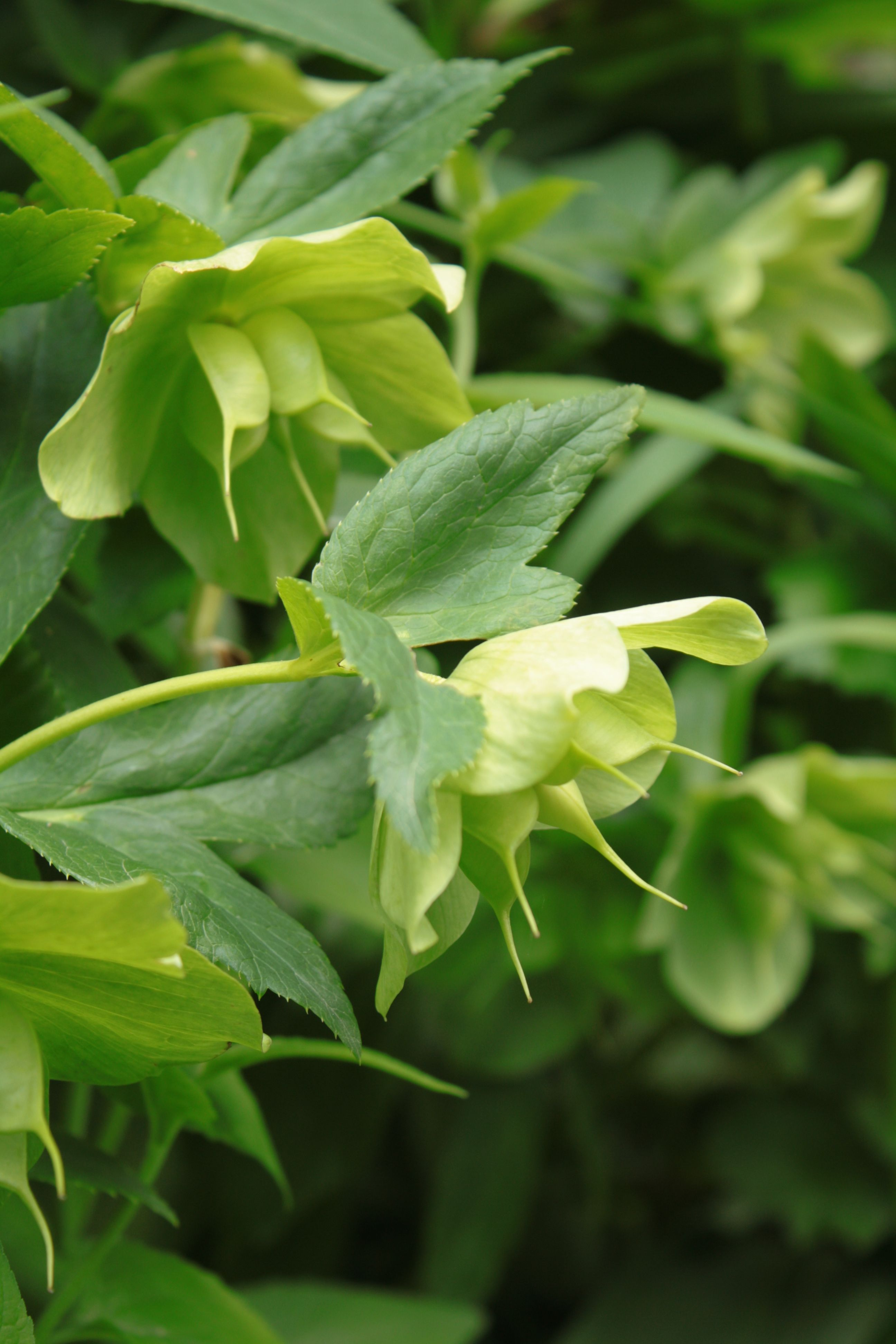
Ellèboro
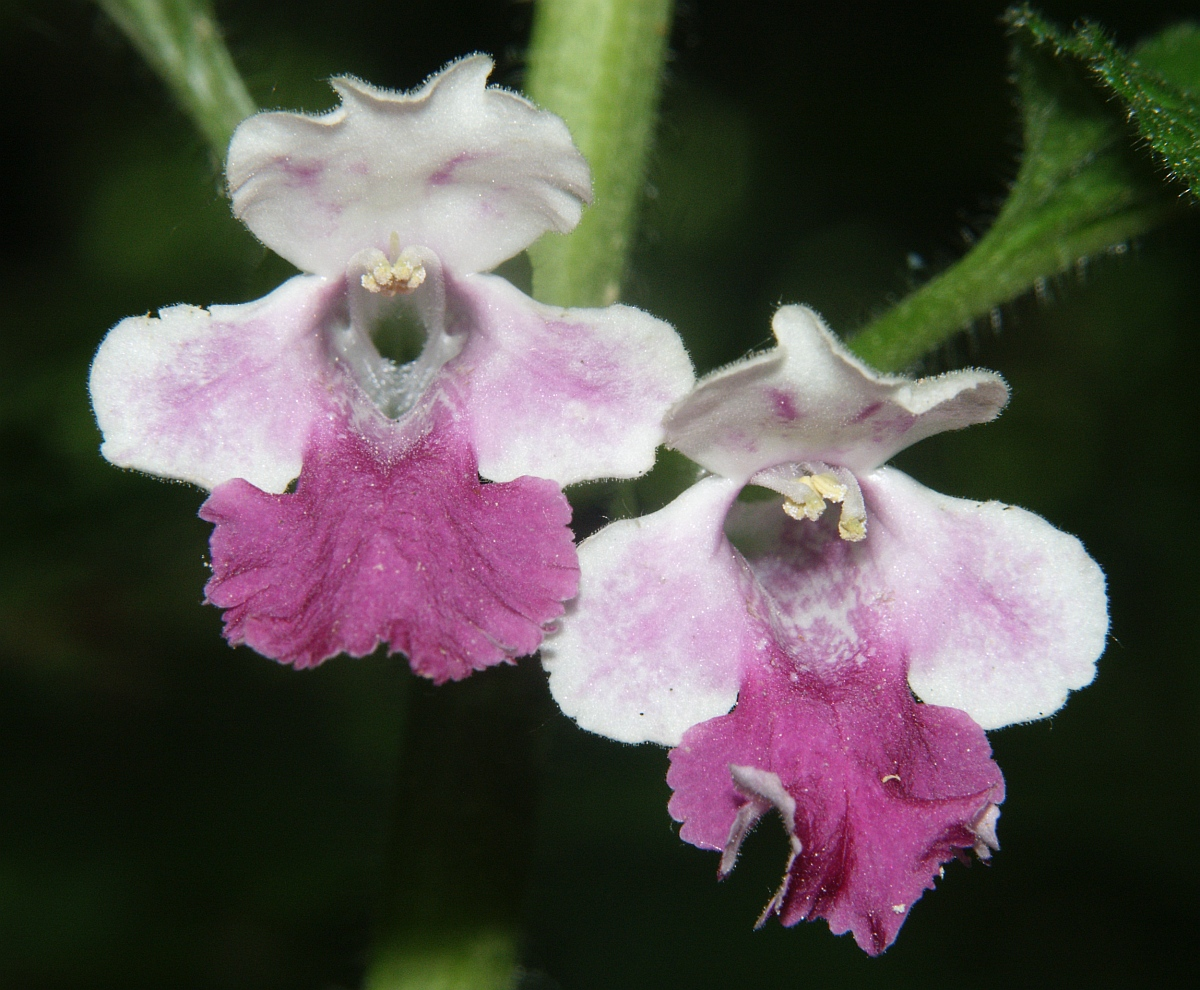
Bocca di lupo o Erba limona
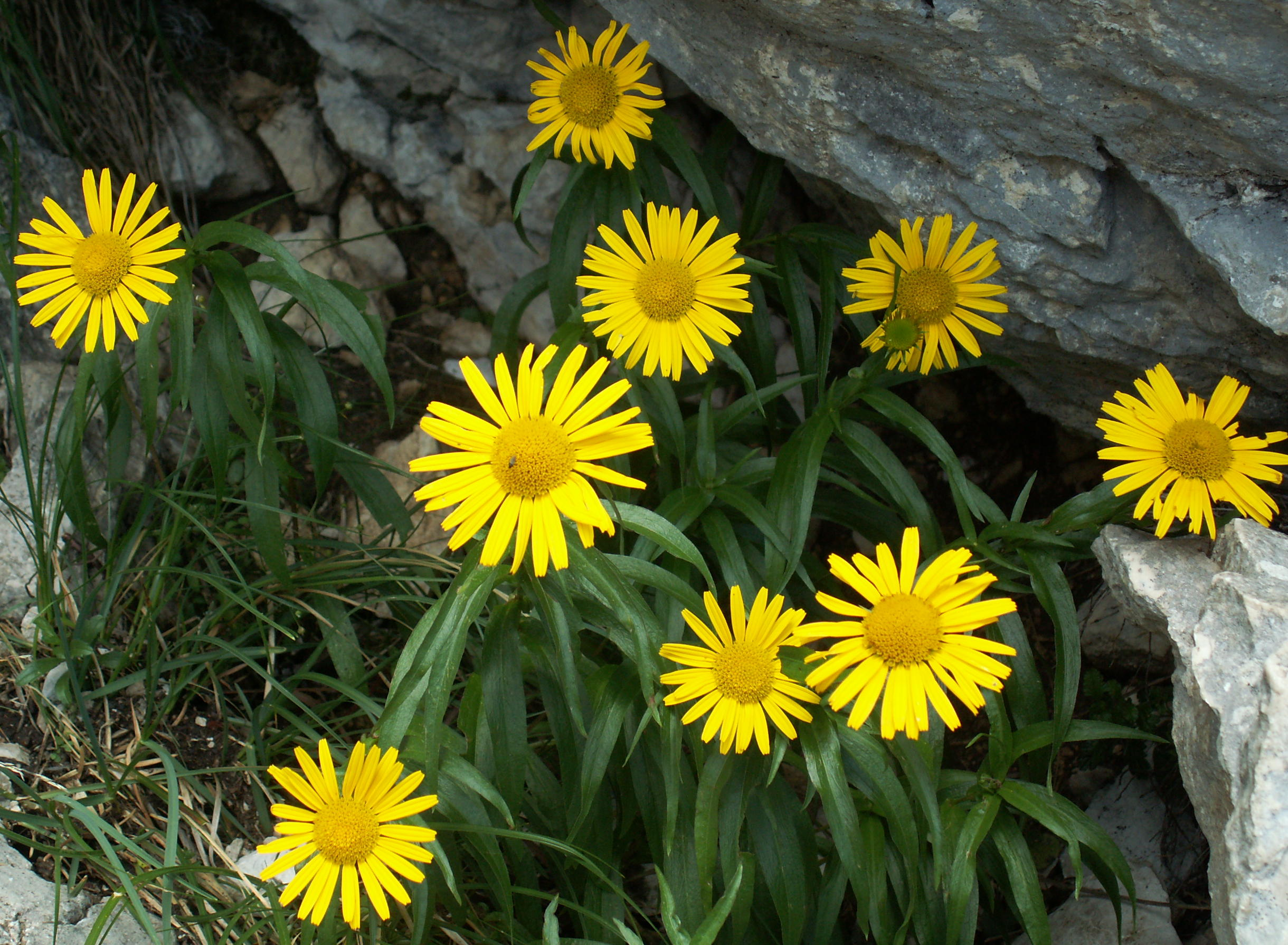
Asteroide salicina
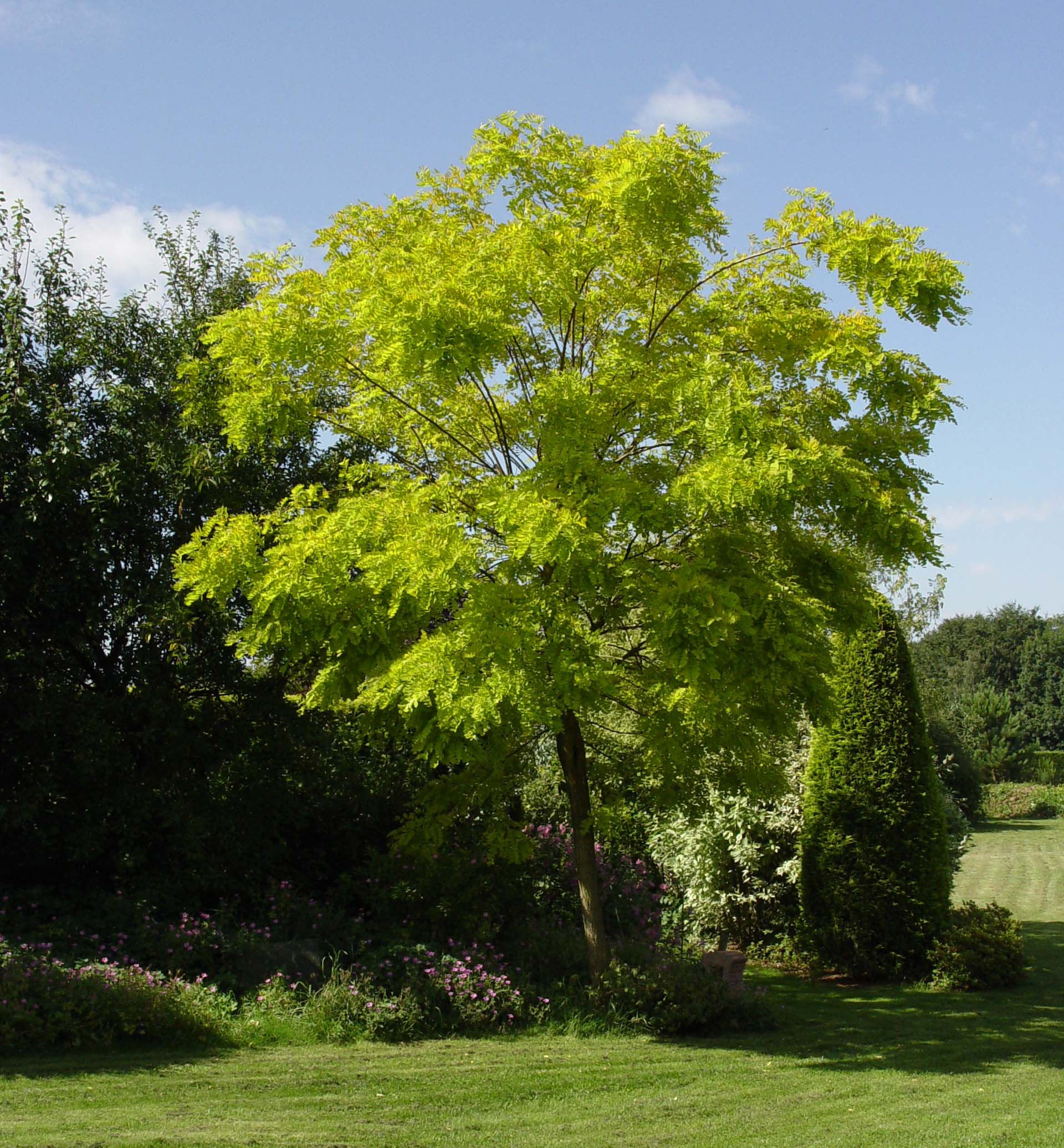
Robinia
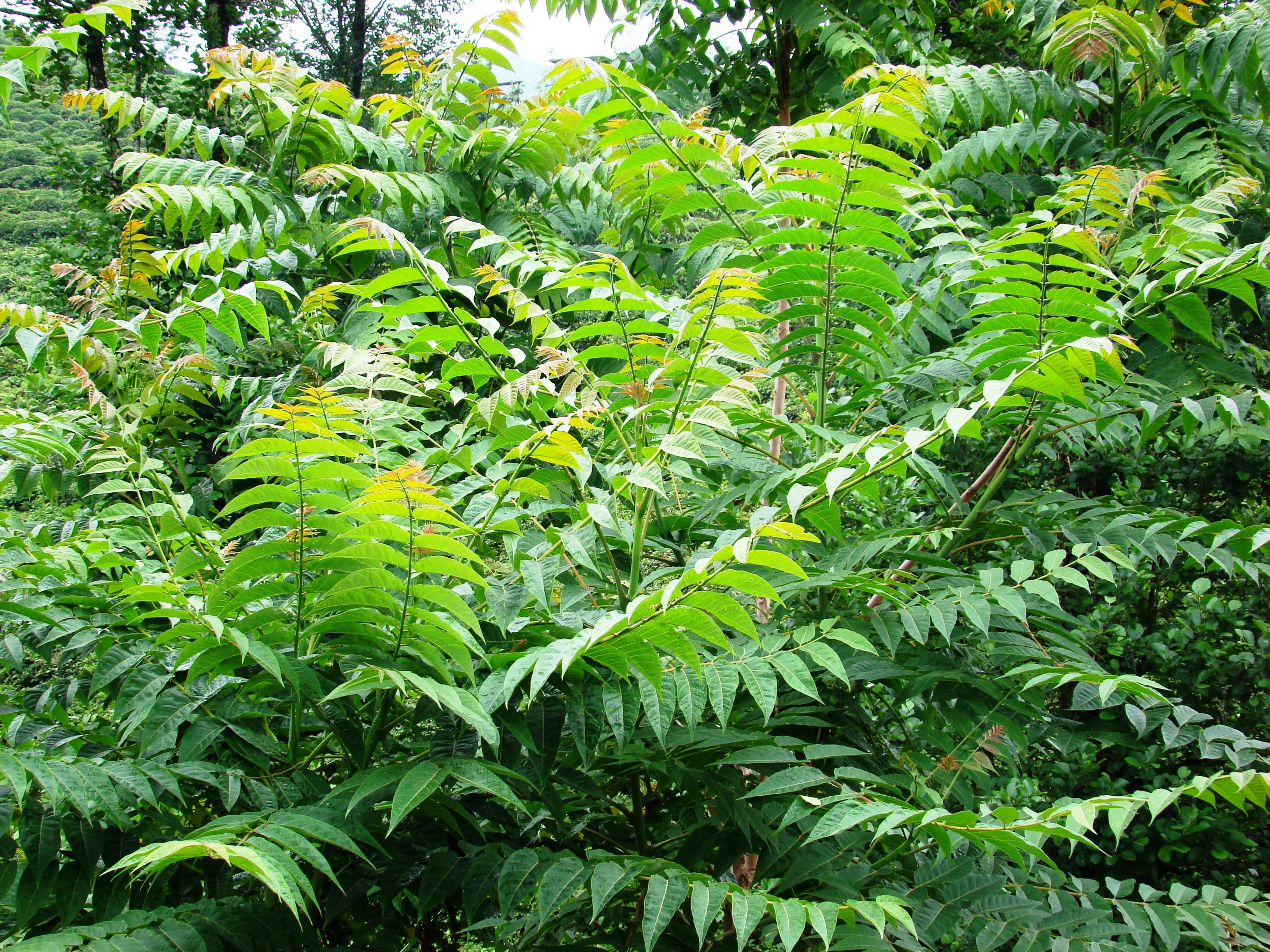
Ailanto